# ジャイアント馬場
ジャイアント馬場（ジャイアントばば、1938年〈昭和13年〉1月23日 - 1999年〈平成11年〉1月31日）は、日本のプロレスラー、タレント、元プロ野球選手。本名および旧リングネーム・プロ野球選手時代の登録名は馬場正平（）。

## 概要
日本のプロレス界の史上最大の長身と巨体を持ち、力道山・アントニオ猪木と並んで日本のプロレスそのものを代表する存在である。コマーシャルやテレビ番組などでも人気を博した。現役時代は、当時の世界最高峰の王座であるNWA世界ヘビー級王座に3度就いた。全日本プロ・レスリング代表取締役社長・会長、NWA第一副会長を歴任した。三条市名誉市民。
リングネームは、初渡米武者修行中の1961年、ニューヨークのプロモーターであったビンス・マクマホン・シニアがババ・ザ・ジャイアント（Baba the Giant）と命名したことに由来する。新聞のラテ欄では文字数の制約から「G馬場」と表記されることがある。身長209cm、体重135kg。血液型O型。

## 生涯

### 生い立ち

幼少の馬場とその家族（1943年より前）

1938年1月23日（日曜日）、新潟県三条市に八百屋を営む父・馬場一雄、母・ミツの間に次男として生まれる。四日町国民学校（卒業時には三条市立四日町小学校）に入学後、野球を始める。入学までは体格は小さいほうで、入学時の集合写真でも一番小さい児童のグループに収まっていたが、3年生頃から急速に大きくなりはじめ、4・5年生の頃には既に身長が175cmほどあり、地元の少年野球団「若鮎クラブ」ではエースを務めた。三条市立第一中学校時代には中越地区大会で優勝している。
1953年、三条実業高校機械科（三条実業高校は1963年に商業科が三条商業高校に、機械科が三条工業高校となった後、現在は新潟県央工業高校）入学後、身長はさらに伸び、190cmにもなっていた。この頃は足も尋常でない大きさになり、自分に合うスパイクがないという理由で、当初は硬式野球部入部を断念し、一旦、美術部に入部した。その後、特注のスパイクを与えられ、念願の硬式野球部に入部。練習試合で18奪三振を記録するなどエースとしての活躍はめざましく、1954年、高校2年のときには新潟日報で「巨漢馬場投手を擁する三条実業高校」と報じられ優勝候補の一角と目される存在になっていたが、予選であえなく敗退し甲子園出場は叶わなかった。
この頃、バッテリーを組んでいた捕手の誘いでプロ野球球団・トンボユニオンズの入団テストを受ける話が進んでいたが、読売ジャイアンツのスカウト・源川英治に誘われ、高校を2年次で中退し、10月13日巨人に投手として入団する。背番号は59。同期入団に巨人のV9時代を支えた主力選手となる森祇晶、国松彰などがいた。なお、身長200cmに達する日本人プロ野球選手は2021年に秋広優人・阿部剣友が巨人軍入りするまでは馬場が唯一であった。

### プロ野球選手時代
馬場自身は新潟県第1号のプロ野球選手と誤認していた。監督水原茂の「若手は二軍でスタートし、基礎作り」という方針のため、二軍での基礎練習を行っていた。
1956年末、視力の急激な低下に見舞われる。診察の結果、「脳腫瘍」（下垂体腺腫により視神経圧迫）と判断され、同年12月22日に東京大学医学部附属病院で開頭手術を受けた。当時の技術では成功率が非常に低く、医師から「失明する可能性が高いので、目が見えているうちにマッサージ師の勉強をしておきなさい」と勧められたほどだったが、手術は無事成功。1週間で退院し、翌月には頭に包帯を巻いたままキャンプに復帰した。
1957年8月に一軍昇格、8月25日の阪神戦（甲子園球場）で初の一軍マウンドに立つ（9回1イニングを三者凡退）。この試合で初対戦した打者は吉田義男であった。10月23日、中日戦でようやく一軍で初先発の舞台を踏む。中日のエースだった杉下茂との投げ合いとなり、5回まで無失点で抑えるものの敗戦する。同試合は杉下の200勝達成試合になった。
当時は水原茂監督と品川主計球団社長の対立が深刻化していて、馬場は品川派と見られていた。さらに馬場を評価し後ろ盾となっていた藤本英雄投手コーチが退団したこともあり、同年オフに巨人を自由契約となった。このため、馬場がONとともに巨人に在籍した期間は極めて短かった。
巨人には5シーズン在籍し、1軍登板は1957年の3試合のみ、うち1試合が先発、通算成績0勝1敗防御率1.29（NPB公式記録）。
1960年1月、巨人から大洋ホエールズに移籍した谷口五郎コーチの誘いで、大洋の明石キャンプにテスト生として参加し、採用内定を受けていた。川崎市に転居するなど移籍準備を進めていたが、宿舎の風呂場で転倒、身体ごとガラス戸に突っ込み左肘に17針を縫う外傷を受傷し、一時期左手の第三指および第四指の関節が伸展できない状態が持続したため、プロ野球選手継続を断念した。なお、この症状は後に自然治癒している。

### プロレスへの転身
スポーツを続けたいという一心で、野球選手の継続を断念した後も、自宅アパートの近くにあったボクシングジム・不二拳闘ジムでトレーニングを行っていた。
1960年3月、巨人時代に面識があった力道山に会いに日本プロレスセンターを訪ねるが、力道山はブラジル遠征中のために不在であり、この際に馬場と同じく元野球選手の経歴を持つ竹下民夫からプロレス入りを勧められる。
翌4月11日、ブラジル遠征から帰国した力道山（同遠征中、力道山は猪木寛至（アントニオ猪木）をスカウトしている）に日本プロレスへの入門を直訴。力道山からヒンズースクワット100回を命じられるが難なくこなし、その場で入門が決まる。この時、通常練習生に対して支給されない給料を、巨人時代と同額の月給5万円（当時の大卒初任給は1万6千円程度）と即決されたが、翌月から「試合をしていないのに多過ぎるね」として3万円に減額された。
修行時代に入門が一年先輩の大木金太郎や、同期の猪木と三人でヒンズースクワットを行った時には、床に垂れた汗で水溜りが出来たという伝説が残っている。

### 日本プロレス時代（新人時代 - 全盛期）
1960年9月30日（金曜日）、台東体育館にて田中米太郎とのシングル戦でデビューし、股裂きでギブアップ勝ち。なお、同日に猪木もデビュー戦を行っているが、猪木は大木金太郎に頭突きの連打をくらいフォール負けしている。デビュー直後は芳の里が苦手であり、同年は18勝7敗を記録しているが、そのうち5敗は芳の里からである。
1961年には、ワールドリーグで力道山と優勝を争ったミスターX（ビル・ミラー）など強豪外国人レスラーとの試合が組まれ、いずれも勝利することはできなかったものの、試合内容を評価した力道山により渡米しての武者修行を命ぜられ、同年7月、芳の里、マンモス鈴木らとアメリカに渡る。短期間でメジャーなテリトリーにおけるメインエベンターに成長し、数々のタイトルに挑戦した。アメリカ時代のリングネームは、ロサンゼルスではショーヘイ・ビッグ・ババ、ニューヨークではババ・ザ・ジャイアント。
とある試合で戦ったアート・トーマスのマネージャー、フレッド・アトキンスをグレート東郷が馬場の元に引き抜き、アメリカでの師匠とした。馬場はアトキンスの元で多くを学ぶことになった。

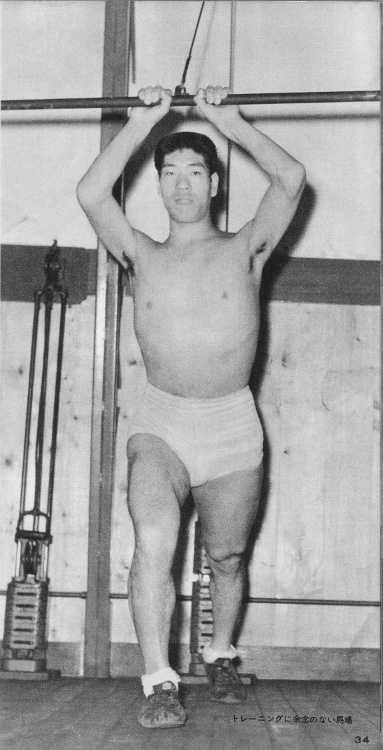
若手時代トレーニング中の馬場（1962年ごろ撮影）

1962年3月9日、NWA世界ヘビー級王者のバディ・ロジャースに初挑戦以来、主にロジャースの地元での対戦相手として重用される。同年8月31日にオハイオ州コロンバスでカール・ゴッチとビル・ミラーの起こしたロジャース襲撃事件当日、NWA王座に挑戦予定だったジョニー・バレンドと代役で対戦。
1963年2月にはロサンゼルスにて、WWA世界ヘビー級王者だったザ・デストロイヤーとタイトルマッチを行い、デストロイヤーに勝利したものの、反則勝ちであったため、規定によりタイトルは移動しなかった。
この遠征時代に馬場は、飲み屋のジュークボックスに唯一入っていた日本の楽曲だった、坂本九の『SUKIYAKI（上を向いて歩こう）』を流していたという。後年、全日本プロレスの試合会場で、全試合終了後に同曲が流されるようになったのはこれに由来する。
第五回ワールドリーグ戦出場の外人レスラー招聘の交渉を主目的に渡米していた力道山とともに、1963年3月に凱旋帰国。この際、新聞社がアメリカ時代のリングネームだったババ・ザ・ジャイアントをもとにジャイアント馬場と書くようになり、この名前が定着する。馬場は、それまでの日本人レスラーにはみられなかったスケールの大きいアメリカンプロレスのスタイルで、キラー・コワルスキーやパット・オコーナーなど当時の超一流外国人レスラーと名勝負を演じ、また、師匠力道山との師弟タッグ等で活躍して、初めて正式出場したワールドリーグ戦でも好成績を残すなど、初渡米武者修行の成果をファン、マスコミに強烈にアピールし、人気を博した。

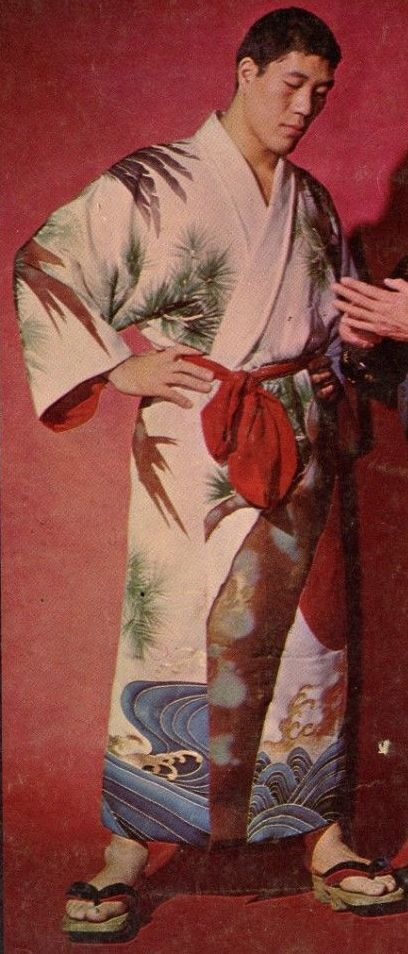
アメリカ修行時代（1964年）

同年10月に再びアメリカに遠征。同年12月に力道山が死去し、遠征中のアメリカから帰国する。帰国の際にグレート東郷から「力道山死後の日プロは先行きが怪しい。高額の年俸（当時の額で1億円弱）を保障するのでアメリカに定住するように」と勧められたが、金銭の問題ではないからと断り帰国している。アメリカでの生活で売れっ子だったレスラーが怪我をして試合が出来なくなり、何の保障もないまま生活苦へ陥る姿を見ていることから、いくら高額の年俸を稼いでも同じようになった時のことを考えて断ったという理由もある。
1964年には、アメリカでNWA（ルー・テーズ）、WWWF（ブルーノ・サンマルチノ）、WWA（フレッド・ブラッシー）の当時の三大世界タイトルに連続挑戦した。これは世界の強豪レスラーの誰しも果たせなかった破天荒な大金字塔的偉業であり、馬場の世界的名声の基盤を形成した。
同年4月に凱旋帰国し、翌月には豊登とのタッグで第11代アジアタッグ王座を獲得。力道山亡き後の日プロを豊登・馬場の二枚看板で支えることになった。
1965年11月には、ディック・ザ・ブルーザーに反則勝ちし、力道山以来、エースの象徴とされたインターナショナル・ヘビー級王座を獲得した（初代ルー・テーズ、二代目力道山、三代目馬場）。ベルトそのものは馬場の王者戴冠を機に新調され、力道山が所有していたベルトは、後の全日本プロレス旗揚げ時に馬場に寄贈されるまで力道山家により保管された。ブルーザー相手に、1-1の引き分けながら初防衛を果たし、名実ともに日プロのエースとなる。同年12月、豊登が放漫経営の責任を取り日プロの社長を辞任し、日本プロレスから去った。
1966年2月28日（月曜日）、ルー・テーズ戦で、2フォールによる勝利でインターヘビー級王座を防衛し、馬場の実力はさらに高く評価された。また、同年11月5日には、吉村道明とのコンビでフリッツ・フォン・ゲーリング&マイク・パドーシス組を破り、後に日本マット界を代表する看板タッグ王座となるインターナショナル・タッグ王座を獲得している。以後、馬場は当時の世界の超一流強豪レスラーを相手にインターヘビー級王座を守り抜き、力道山のインターヘビー級連続防衛記録も更新し、エースとして君臨し続ける。ワールドリーグ戦においても通算6回の優勝を果たして力道山の記録を更新している。馬場とともに日プロ黄金期を支えた猪木は、両者の実力の比較がファン、マスコミの間で取り沙汰されることが顕著となった1971年、ワールドリーグ戦の決勝戦中、インターヘビー級への挑戦を表明したが、時期尚早として却下された。
1966年にハワイで、豊登が猪木を「馬場がいる限り、日本プロレスのエースにはなれないぞ」と口説いて東京プロレスに引き抜く猪木略奪事件が起こり、猪木は東京プロレスに引き抜かれるものの短期で東京プロレスが内部分裂を起こしたため、猪木は翌1967年5月に日プロに復帰。復帰の際には「猪木は豊登に騙された」からと寛大な措置が取られたことから、猪木と本格的にタッグを組むようになり、1967年10月31日（火曜日）にインターナショナル・タッグ王座を獲得した。この際にBI砲という呼称が定着した。BI砲は当時、プロレス史上最強タッグの一つと称えられ、圧倒的な勝率を誇り、インタータッグ王者チームとして看板タッグとなった。その他、この時期に馬場が組んだタッグチームとしては、坂口征二と組んだ東京タワーズなどがある。
日本テレビ実況アナウンサーの清水一郎は、1970年頃までは馬場を「ジャイアントゥ馬場選手」と実況では呼称していたが、その後は「ジャイアント馬場選手」と実況するようになった。

### 猪木のクーデターと放送問題
1971年、日本プロレスの経営方針やレスラーの扱いなどに不満を覚えていた猪木と当時の後援会長が独自に改革案を起草し、馬場も含めて多くの選手が賛同し、これを幹部に突きつけ、経営陣の刷新（芳の里淳三、遠藤幸吉、吉村道明の退陣）を図ろうとしていた。しかし同年12月1日、巡業先の京都から名古屋へ向かう途中、余りにも急進的な流れに疑問を感じていた馬場が上田馬之助を捕まえて問いただした。猪木らの計画では経営陣の刷新後はさらに力士出身の選手、果ては馬場も追い出す計画もあることを知り、馬場がそのまま帰京して経営陣にその旨を伝えた。猪木の行動は経営乗っ取りを狙ったクーデターとみなされ、同年12月13日に猪木は日プロを除名された。なお、馬場は猪木の計画に一旦は賛同した責任を取り選手会長を辞任（後任は大木金太郎で反猪木の急先鋒でもあった）しており、猪木追放を発表した会見後に開かれた選手会による祝杯に馬場、上田はともに参加していない（詳しくは密告事件を参照）。
日本プロレスは長年、日本テレビでのみの中継放送を行っていたが、グレート東郷とルー・テーズの会社（「トーゴー&テーズ・カンパニー」）が日本のプロレス興行への進出を目論み、NET（のちのテレビ朝日）も含めた各テレビ局に企画を持ち込んでいたのを脅威に感じ、企業防衛の観点もあり1969年7月からNETでも放送を始めていた。放送契約の関係から当初は日本テレビは馬場・坂口征二、NETは猪木という棲み分けができていたが、その後なし崩し的に坂口の出場試合がNETでも放送される様になり、さらに前出の猪木の日プロ除名以降は、NETは番組の看板選手である猪木を「日プロの内部事情」で失った事から、NET側は強硬に馬場の出場試合の放映を要求してきた。日プロ幹部は「視聴率も高かったので放送を打ち切ることはないだろう」という甘すぎる観測から日プロは取締役会で、取締役の一人だった馬場自身の反対を他の取締役が押し切り、馬場出場試合のNET放映を解禁した。馬場は既にこの時点日本テレビ関係者から「（馬場が）NETに出演すれば、日プロとの関係が終わりますよ」と再三懸念を伝えられており、馬場も日本テレビの意を受けて警告を出していたが、非常に甘い観測を出していた日本プロレス幹部をこの時点で馬場は既に見限っていたことを、後に自身の著書『王道十六文』で明らかにしている。馬場は1972年4月3日の『ワールド大リーグ戦』新潟大会からNET中継にも登場したが、当然のごとく日本テレビに加えて番組スポンサーだった三菱電機が激怒し、日本テレビは東京地方裁判所に日プロの契約違反と馬場のNET中継の出演差し止めを求めて提訴する事態となった。東京地裁から申請は却下され、当事者同士に話し合いを委ねたが、激怒していた日本テレビは『日本プロレス中継』の打ち切りを決定している。
馬場はこの時点では日プロに在籍しNET中継への出演も継続していたが、日本テレビは水面下で日プロに対する報復手段として、馬場に対し全面的なバックアップによる新団体旗揚げを画策し極秘裏に接触していた。この計画には日本テレビの当時の社長である小林與三次が中心に動いていたとされ、日本テレビや三菱電機に恩義を感じていたとされる馬場は日本テレビに呼応する形で、1972年7月29日（土曜日）に辞表を提出し、記者会見で独立と日本テレビのバックアップの元で新団体を設立する意向である事を宣言した。 
この時点でNETとの契約が残存していたことや日プロのプロモーターなどが馬場の出場を求めてきたため、日プロは日本プロレスリング協会の会長であった平井義一に調停を依頼し「（1972年）9月20日まで日プロに出場したうえで、翌1973年3月末まで週1回はNETの『ワールド・プロレスリング』にも出演する事」を条件とする調停案を提示したが、馬場はこれを拒否した。日プロだけでなく、NETも馬場の退団を阻止するため、NETの重役が馬場を料亭に招き、日プロへの放映権料とは別に、馬場に高額の契約金を提示し残留するよう説得したが、日本テレビに恩義を感じていた馬場はその話を断っている。
なお、馬場はこの時点でインターナショナル・ヘビー級王者であったが、馬場は「インター選手権（のベルト）は自分の血と汗で守ってきたもの、NWAの許可を得て持って出たいと思う」と語っていた。これに対して日プロがクレームを付け、大木金太郎にインター選手権へ挑戦させ「堂々と防衛をしたうえで出ていくべき」とのスタンスをとった。日プロ幹部としては馬場が翻意しないため、セメント・マッチに強い大木との試合を組み、制裁目的の試合を画策していたとみられる。しかし、馬場はタイトルマッチも拒否してインター選手権を返上した。馬場は身辺を整理したうえで、同年8月18日の宮城県石巻市での試合を最後に、日プロを退団した。
一方で馬場は「日本プロレス興業株式会社」（いわゆる「渋谷の日プロ」）の取締役は退任しておらず、この事から1973年4月20日に日本プロレスが興行活動を停止して事実上崩壊した際に、日本テレビと百田（力道山）家（いわゆる「赤坂の日プロ」）が仲介役となって大木金太郎らの日プロ残党9選手を、消極的ながらも自身の団体に受け入れざるを得なくなった。
その後も長年NETテレビおよび同局の後身のテレビ朝日への出演は少なく『徹子の部屋』・『ニュースステーション』（『最後の晩餐』）など最晩年のものが中心である。一方テレビ朝日系列局制作の番組には『探偵!ナイトスクープ』（朝日放送テレビ）などへの出演があった。同様に新日本プロレス設立後の猪木も、日本テレビへの出演は皆無ではないものの少なかった。

### 全日本プロレス時代
1972年10月22日（日曜日）に日本テレビ・三菱電機の後押しで「全日本プロ・レスリング株式会社」を旗揚げした。馬場は全日本旗揚げに際して、前述の通り日プロ時代に保持していたタイトルを全て返還しており、全日本旗揚げ後より、団体の看板となるシングル王座の確立のため、世界の強豪レスラーと、全日本プロレス認定世界ヘビー級王座（後のPWFヘビー級王座）争奪戦を開始。合計10戦において8勝0敗2引き分けの戦績により、馬場が初代王者として認定された。なおこのシングル王座のベルトとして当初使われたのは、力道山が所有していたインターナショナル・ヘビー級王座のベルトであり、全日本旗揚げ時に力道山家より馬場に寄贈されたものである（後に新調され、オリジナルは、ヒューストンのプロレス博物館に寄贈された）。馬場は、このPWFヘビー級王座を38回連続防衛を含んで長期間保持し、PWFヘビー級王座は、全日本時代の馬場の代名詞ともいうべき看板タイトルとなり、後に、インターナショナル・ヘビー級王座、UNヘビー級王座とともに、全日本三冠タイトルの一つとなった。

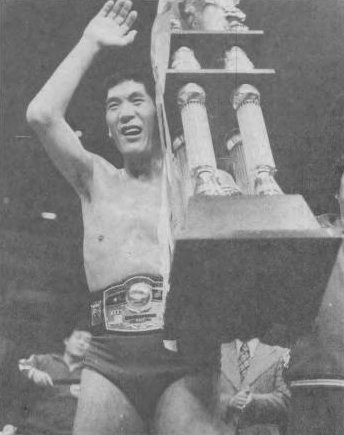
NWA世界ヘビー級王座を獲得（1974年）

創立1年強の1974年1月には早くもジャック・ブリスコ、ハーリー・レイス、ドリー・ファンク・ジュニアとNWAの現・前・元王者を招聘し、日本陣営の馬場本人や成長著しいジャンボ鶴田、ザ・デストロイヤーとの組み合わせが展開された。同年12月、ジャック・ブリスコを破って、当時世界で最も権威があるとされたNWA世界ヘビー級王座を初めて獲得する。PWFヘビー級王座と二冠を賭けたダブルタイトルマッチで勝利し初防衛を果たすも、再々戦で敗れた。1979年と1980年にもハーリー・レイスを破って、結局、通算3回、NWA世界ヘビー級王座を獲得したが、このときはいずれも翌週の再戦では防衛を果たせなかった。全日本プロレス入門第一号で、一番弟子であるジャンボ鶴田は、馬場の期待を大きく上回る程の急成長を遂げ、馬場・鶴田の「BJ師弟コンビ」は、長年にわたってインタータッグ王座を保持し、全日本プロレスの暮れの定番イベントとなった世界最強タッグ決定リーグ戦においても、通算2回の優勝を果たした。
1979年8月26日（日曜日）、日本武道館にて行われたプロレス夢のオールスター戦において、アントニオ猪木と一夜限りでBI砲を復活させ、アブドーラ・ザ・ブッチャー、タイガー・ジェット・シン組と対戦し勝利した。
1980年4月25日（金曜日）、ザ・シークを相手に通算3000試合目を達成。デビューから丸20年目だった。記者から後に知らされ、「最初から分かっていれば、まともな相手を選んでいた」とコメント。9ヶ月後の、1981年1月18日（日曜日）には「ジャイアント馬場3000試合連続出場突破記念試合」を開催し、バーン・ガニアとの間で自身の保持するPWFヘビー級王座とガニアの保持するAWA世界ヘビー級王座のダブルタイトルマッチを行う。結果は3本勝負で行われ1-1のドローで両者王座防衛。
1981年12月13日（日曜日）、世界最強タッグ決定リーグ戦の最終戦において、ブルーザー・ブロディ&ジミー・スヌーカ組のセコンドとして突如登場したスタン・ハンセンが、試合後、ドリー・ファンク・ジュニアとの乱闘を繰り広げたことから、急遽馬場らが乱入しハンセンとの遺恨勃発。1982年2月4日（木曜日）に行われたPWFヘビー級選手権試合で初対決、死闘を繰り広げたが、両者反則による引き分けとなった。

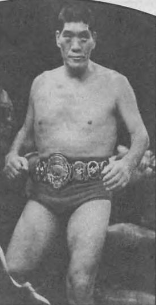
PWF世界ヘビー級王者時代（1982年）

1979年夢のオールスター戦での猪木と組んでのブッチャー&シン戦、1980年の鶴田と組んでのファンクスとの世界最強タッグ決定リーグ戦最終戦、1981年のガニアとのダブルタイトル戦、そして1982年のハンセンとのPWF防衛戦で、4年連続でプロレス大賞のベストバウト（年間最高試合）を受賞している。
1984年4月25日（水曜日）、ハンセン&ブロディ（ミラクルパワーコンビ）のハイジャック・パイルドライバーで首を痛め、次の試合を欠場、デビュー以来3711試合続いた連続無欠場記録がストップした。
1985年7月30日（火曜日）、ハンセンに敗退し、PWFヘビー級王座から転落したのをきっかけにタイトル戦線から退いた後は、社長業やタレント業に比重を移しながらも義弟を自認するラッシャー木村や百田光雄とファミリー軍団を結成し、悪役商会との抗争を開始し、前座で「明るく楽しいプロレス」を展開し、最後の試合が行われた1998年12月5日（土曜日）までリングに上がり続けた。アントニオ猪木率いる新日本が異種格闘技戦など斬新な企画を次々と打ち出しても、馬場は年8回のシリーズと全国巡業という型を続けていた。生涯で通算5769試合を行った。
1995年1月17日（火曜日）、元子夫人の明石の実家が阪神・淡路大震災の被害に遭い、運転手の和田京平、専属秘書の仲田龍らと家の片付けに向かった。関西地区の被害を目の当たりにした馬場は、ガスコンロや生活用品を買い集めた後関西地区に住んでいる全日本のファンクラブ「キングスロード」会員の名簿を取り寄せ、一軒一軒へ馬場自らが出向き、生活用品を差し入れて回ったという。1998年には、全日本の興行で募った震災義援金を明石ロータリークラブに寄付し、その寄付金で巨人軍時代のキャンプ地でもあった兵庫県立明石公園第一野球場がある明石公園内に『阪神淡路大震災記録碑』を建立している。
1995年3月にタワーレコード渋谷店が移転しメガストア化した際の宣伝ポスターに、上を見上げる馬場がモデルとして起用された。
晩年巨人のOB会へ出席した際、先輩の千葉茂に「おーい、馬場!」と手招きをされて呼ばれた時に、大喜びで後ろから抱きついた。このため馬場がおんぶされるような格好で甘えているように写るという珍しい構図になった。これは「目上から呼び捨てにされる機会がほとんどなくなり、久しぶりのことだったのでとても嬉しかった」という。亡くなる前年には巨人阪神のOB戦に巨人OBとして出場。一塁にランナーとして出るも牽制でアウトになり王貞治から「馬場さん、頼むよ〜」と和やかな雰囲気で試合を楽しんだという。
プロレス興行では大会場での試合・地方での売り興行関係なく入場口近くの売店の椅子に座り、グッズを購入したファンにサインを書いたり、記念撮影に応じてフレームに収まったりしていた。馬場死後の全日本プロレスでは、愛用だった椅子を置いている。

### 闘病生活と、その死
1998年11月30日の宮城県スポーツセンター大会後に馬場は体調不良を訴え、1日オフ後の12月2日・松本市総合体育館大会を会場入り直前で欠場し、妻の元子と専属秘書の仲田龍（リングアナウンサー）が付き添う形で松本から特急電車で都内へ引き返し、東京都新宿区の東京医科大学病院を受診した。その際、仲田の介添えがなくては馬場は動けない状態だったという。続く翌3日のツインメッセ静岡大会を欠場した。その後、同月4日の千葉公園体育館大会で復帰し、年内興行最終戦となった同月5日の日本武道館大会の第3試合・馬場&ラッシャー木村&百田光雄対渕正信&永源遙&菊地毅戦の『ファミ悪対決』に出場した試合が馬場にとって生前最後の試合となった。
本来ならばその後は毎年恒例のオフのハワイでの静養を兼ね、同月13日にWWF（現：WWE）から招請され、カナダ・バンクーバーのPPV大会を視察する予定であったが、同月7日に東京医科大学病院で精密検査を受けたところ、ドクターストップがかかりそのまま入院した。この時点で転移性の肝がんが判明していた。年始の「新春ジャイアントシリーズ」は欠場が発表され、年末年始は病状は安定していたが腸閉塞を起こしていたため、翌1999年1月8日に手術を受けたが、この時点で上行結腸腺がんが進行していたとされる。メディアには「癒着性腸閉塞のため都内の病院で手術を受け、術後の経過は良好」と公表した。術後しばらくの間は病室内で会話もできており、側近の和田京平（レフェリー）などから自身が欠場中のシリーズの様子などの報告を受けていたが、同月24日に病状が急変し集中治療を受け、同月31日朝に危篤に陥った。妻の元子の意向により側近以外に外部には馬場の病状やその生命が危ないことを一切漏らしておらず、当時全日本の取締役に就任していたジャンボ鶴田や三沢光晴、重鎮だった百田義浩やジョー樋口などの人物にも知らせていなかったとされる。
1999年1月31日（日曜日）16時04分、大腸がん（上行結腸腺癌）の肝転移による肝不全のため、入院先の東京医科大学病院で死去した。61歳没。
馬場の最期を看取ったのは元子、姪の馬場幸子（全日本プロレス取締役）、実姉のほか、運転手でもあった和田京平、専属秘書の仲田龍の5人だけであった。
「密葬を済ませてから、公に発表したい」という元子の意向により、馬場の死去に際してはごく一部の関係者以外は秘匿され、亡くなった日の夜に馬場の遺体は東京都港区の自宅に戻った。密葬まで自宅に近い寺が遺体を一時預かる手筈も出来ていたとされる。自宅へ馬場の遺体を搬入するために横浜市の全日本プロレス合宿所で生活していた4人の若手選手が自宅に呼ばれた。和田から「馬場さんが退院したから手伝いに来てくれ」と召集されたが、実際に自宅前に到着した馬場の遺体を目にした若手選手たちは絶句したという。和田は「申し訳ない。今日だけは伏せておいてくれ」と頭を下げ、若手選手たちにこの事実を内密にするよう求めた。馬場の遺体を乗せたストレッチャーは和田、仲田と若手選手4人によって担がれ、階段を使ってマンション9階にある自宅に運び込まれた。
しかし秘匿されたはずの馬場の死去は、病院内で一部の関係者が搬送作業を目撃していたことから、ネットの掲示板で情報が書き込まれていたほか、馬場宅を張っていた一部の記者に察知されていたという。翌2月1日未明から馬場死去の未確認情報がメディアの間で飛び交う形となり、同日夕方に馬場の訃報が各メディアで報じられ、同日夜に全日本事務所で行われた鶴田、三沢、百田光雄の幹部による記者会見で馬場の死去を公表した。
2月2日、自宅で密葬が行われ、全日本の各選手・スタッフ、弔問に訪れた新日本プロレス社長（当時）の坂口征二と藤波辰爾などに見送られ、その後桐ヶ谷斎場で荼毘に付された。戒名は「顕峰院法正日剛大居士」。墓所は兵庫県明石市の本松寺にあり、2018年に死去した妻の元子とともに葬られている。墓には馬場のリングシューズの実物大のモニュメントと馬場のイラスト（ジヤイアントサービス制作のTシャツなどのグッズなどに入っていたもの）が描かれたプレートが設置されている。

### 死後
1999年4月17日、前日（4月16日）に開催された'99 チャンピオン・カーニバル最終戦のリングが設定されたまま、日本武道館でファン葬が催され、2万8,000人が参列した。
同年5月2日、全日本二度目の東京ドーム興行において「引退記念試合」と銘打ったセレモニーを行った。ハンセンを先導にかつてのライバルや盟友が登場。ジャイアント馬場、ザ・デストロイヤー組対ブルーノ・サンマルチノ、ジン・キニスキー組の時間無制限一本勝負というマッチメイクで、PWF会長のロード・ブレアースが立会人、ジョー樋口が特別レフェリーをそれぞれ務めた。
仲田龍がリングアナウンサーとして、涙声で馬場への最後のコールを行うなど、セレモニーはあくまでも「試合」として扱われた。ゲストからのメッセージで、キニスキーは「偉大なスポーツマン、アスリート、本物のプロフェッショナル・レスラーだった。あなたと日米で闘えて誇りに思う」と、またサンマルチノは「あなたは体だけでなく心もジャイアントだった」と称えた。パートナーのデストロイヤーは日本語で「社長、ほんとうにお疲れさまでした」と深々と頭を下げ、会場中の涙を誘った。追悼の10カウントゴングが鳴らされた後、リング中央に置かれた愛用のシューズをデストロイヤーがつかんだ瞬間に、実況を担当した日本テレビアナウンサーの平川健太郎は、「デストロイヤーが、いま馬場とがっちりと握手を交わしました。共にリングを去ります馬場とデストロイヤーです」、「プロ野球・巨人軍のエースを夢見たかつての少年が、レスラーとして選んだ最後のリングは東京ドームでした」とコメントした。
2006年12月に阪神競馬場がリニューアルオープンし、馬場（走路）が大型化された。このリニューアル記念ポスターの1つでは「大きな馬場」が完成したことをもじり、「12・2 ジャイアント馬場、登場。」というコピーと、競馬場全体を踏みつけるような巨大レスラーブーツの画像が用いられた。2014年にはレスラーおよびプロモーターとしての功績をたたえ、NWA殿堂に迎えられた。
2016年9月5日、故郷である新潟県三条市議会の9月定例会に於いて『ジャイアント馬場（馬場正平）を三条市名誉市民に決定する議案』が、国定勇人市長より提出され、市議会本会議にて全会一致で承認された。10月15日に三条市役所で名誉市民顕彰が執り行われた。
馬場は生前、明石市の本松寺境内にある元子夫人の実父（馬場からすれば義父）の墓の隣に馬場家の墓を建立してあったのだが、その事実は長年知られておらず、かつ当の馬場の遺骨は元子が自宅に保管していて長らく納骨されないままであったため、「墓を作らないのか」という声もあったとされる。元子が自身の生前に納骨をしなかったのは、馬場が墓を建てるにあたって「一緒に墓に入ろう」という約束をしていたためであった。馬場の死から約19年後の2018年4月14日に元子が死去し、その四十九日に合わせて共に葬られ、二人の約束はようやく果たされることとなった。
2019年2月19日には両国国技館に於いて「ジャイアント馬場没20年追善興行～王者の魂～ −アブドーラ・ザ・ブッチャー引退記念ー～さらば呪術師～」興行が開催された。
2020年12月9日、生前ハワイで乗っていた車、キャデラックが三条市の諏訪田製作所に寄贈され、展示されることが発表された。

## 得意技
16文キック
馬場の代名詞的な技。ロープに振った相手が反動で返ってくるところにカウンターで蹴りを叩き込む。1962年、アメリカ遠征時代にスカル・マーフィーと組んだタッグ戦で、カルロス・ミラノに偶然左足が出たのがきっかけになっている。馬場自身は当初技とは考えていなかったが、日本で人気が出てしまったために頻繁に使うようになった。1964年の海外遠征の際にジョージ土門の下で本格的な蹴りを学び、自分から踏み込んで蹴りに行くパターンも生まれた。タッグマッチでは、東京タワーズで組んだ坂口征二や師弟コンビで組んだジャンボ鶴田とは肩を組んでダブルのカウンターキックをよく出しており、坂口とのダブルキックは「31文」と呼ばれた。「ウルトラマン（初代）のキック力は16文キックの○倍」という設定が存在し、ウルトラマン80には、その名も400文キックという技がある。
ランニング・ネックブリーカー・ドロップ
上記の16文キックと並ぶ馬場を象徴する得意技で、晩年まで必殺技として使用していた。「（空中）首折り落とし」の別名もある。ロープに振った相手が反動で返ってくるところに、自ら走りこんで首に左腕を掛け倒れこみ、相手の後頭部をマットへ叩きつける。1969年にドリー・ファンク・ジュニア戦で16文キックのタイミングを間違えた際に偶然生まれたもので、ジャック・ブリスコやハーリー・レイスを相手にこの技でNWA世界ヘビー級王座を獲得したことで知られる、馬場のオリジナル技であり必殺技。この技もまた大一番でしか見られない技で、主にレイスとの試合では必ずといっていいほど使用していた。
32文人間ロケット砲
1964年のジョージ土門との修行で蹴りのコツを得たことから、ドロップキックにも挑戦することにし、ドロップキックの名手であるペドロ・モラレスが練習相手になってくれたことで知られる打点の高いドロップキック。1965年1月から使用。全盛期は大一番で使用していた。フォームとしては、やや下方から上方へ突き上げるような形で繰り出す。『32文ロケット砲』の名称は、清水一郎アナウンサーの実況から生まれた。清水アナは他にも「大型弾道弾ドロップキック」や「アポロキック」、「宇宙衛星船ロケットキック」という形容で実況した。
河津落とし（ジャイアント・バスター）
相撲の技「河津掛け」をさらに攻撃型に改良した技。力道山がルー・テーズのバックドロップ対策として河津掛けを披露していたが、馬場は自分の片足を相手の片足に掛け、跳ね上げながら相手の首を抱えて後方に反って倒し後頭部を打ちつける技に昇華させた。なおこの技は後年弟子である小橋建太も多用した。馬場は「かけるのは自分より背の低い相手じゃないと、相手の頭部を抱えている自分の腕がクッションになって効果が半減する」と解説していた。キャリア後期においても、ランニング・ネックブリーカー・ドロップと並んでフィニッシュ技として使用された。先述したように元々は相撲の技だがプロレスラーの馬場が使用したことから「プロレスの技」と認知され、相撲で使われた場合は（プロレスラーの）馬場の得意技として語られることがある。
脳天唐竹割り
馬場の師匠でもあった力道山が得意としていた空手チョップの応用技で、相手の脳天に垂直にチョップを振り下ろす。特徴としては手刀の指の部分ではなく、手の付け根の骨部分で叩く。1963年の遠征中に泊まった旅館で、鴨居に頭をぶつけたときの激しい痛みからひらめき、力道山に「敵の脳天に手刀を放とうと思うんですが」と相談したところ、「危険な技だ。相手が死んでしまうぞ」と制止されていたが、1965年のディック・ザ・ブルーザー戦で、初対戦でブルーザーのタフガイぶりにあきれた馬場が「ブルーザーならまあ死なんだろう」と解禁したという。後にキラー・カール・コックス戦で失敗したところ、耳に直撃し流血させたことから、派生技として「耳そぎチョップ」が生まれた。子供たちの遊びで往年耳にすることがあった、俗に言う「馬場チョップ」とはこの技のことである。大きくジャンピングしながら放つ場面もあった。
股割き（レッグスプリット）
主に若手の頃に多用されていた関節技。相手の両足を掴み、股を強引に開かせることによって痛みを与える、単純明快な技。デビュー戦も田中米太郎に対し、この技で勝利した。
ココナッツ・クラッシュ（ヤシの実割り）
ヘッドロックのような体勢で相手の頭を抱え込み、自らの膝に押しつけ、相手が反発する力を利用し、膝を上げて、相手の首をねじりながら前方に倒す技。後年、弟子の田上明が多用した。
アトミック・ドロップ
いわゆる尾てい骨砕き。全盛時によく使っていた技で、日本人で最初に公開したのは馬場である。
シュミット式バックブリーカー（シュミット式背骨折り）
この技も全盛期にはよく使っていた。この技からジャイアント・バックブリーカー（後述）に移行することが多かった。
アームブリーカードロップ（腕折落とし）
相手の手首を掴みながら腕にまたがり、そのまま全体重をかけてマットに相手ごと落とす技。かつて上田馬之助とのシングルマッチにてこの技を連発し（6発打っている）、レフェリーストップに追い込んだことがある。
サーフボード・ストレッチ（波乗り固め）
相手の背後から仕掛ける。相手の両腕を掴み、背中の方で引っ張り上げて痛めつける。
コブラツイスト
2mを超す長身のため威力は抜群で、アメリカ遠征中によく使っていた。猪木の得意技でもあったが、馬場のコブラツイストに対抗するために猪木は卍固めを使い始めたという。1985年のPWF戦でタイガー・ジェット・シンからギブアップを取るなど晩年まで使い続けた。
ドリル・ア・ホール・パイルドライバー
ジャイアント・ニー・ドロップ
全盛期のフィニッシュ技として好んで用いられた。
ジャイアント・ギロチン・ドロップ（レッグ・ドロップ）
同じく全盛期のフィニッシュ技。
ジャイアント・バックブリーカー（巨人式背骨折り）
馬場のオリジナル複合ストレッチ技。スタンディングで後方からコブラクラッチを決め、そのまま相手体を反らせながら自らの片膝をマットに付け、相手の背中を自らの片膝頭に押し付ける。アメリカ修行時代に、当時スーパースターだったアントニオ・ロッカと対戦した際、スタンディングでこの技を決めてロッカを落としてしまった。蔵前国技館でのインターナショナル・ヘビー級王座の防衛戦で、フレッド・ブラッシーをギブアップさせたこともある。
スイング式ネックブリーカー
上記の他、腋固など寝技やスロートクローなどの「拷問技」も得意とした。また、独特なフォームのバックドロップ、足4の字固め、サイドスープレックス、スモールパッケージホールドなどの技も使っているほか、大柄な体格に見合わずトップロープからのフライングボディアタックなどの空中技も使用していた。晩年は流行技やライバル・弟子の得意技をまねて用いることも多く、およそ馬場の技は外見上なんら変わりがなくとも冠に「ジャイアント」と付いて独自の必殺技としてファン・マスコミに認識された。「ジャイアントラリアット」「ジャイアントDDT」などはその典型例である。
また、ハンセンとのタッグ時のみ限定で、16文キックとウエスタン・ラリアットを組み合わせた「ジャイアント・コンビネーション（後述）」も披露した。アンドレ・ザ・ジャイアントと組んだときは16文からアンドレのエルボー・ドロップ、ラッシャー木村と組んだ場合は16文と木村のラッシングラリアットというコンビネーション（通称・16文ラリアット）になった。
ジャイアント・コンビネーション・A
ハンセンが相手をハンマースルーし、そこに馬場が16文キックを叩き込む。その後、馬場が弱った相手を再度ハンマースルーし、そこにハンセンがウエスタン・ラリアットを叩き込む。
ジャイアント・コンビネーション・B
ハンセンが相手をハンマースルーし、そこに馬場が16文キックを叩き込む。その後、弱った相手が振り返った瞬間に、ハンセンがウエスタン・ラリアットを叩き込む。Aよりも、技の回避が難しい。
また、対スタン・ハンセン用に開発したとされる技で『16文チョップ』があり、テレビ中継での実況でそのことは何度も取り上げられていたが、実際に使われることはなく、幻の技となっている。

## 記録

### 主な戦績
- 1960年9月30日 - 田中米太郎とのシングル戦でデビュー、股さきで勝利。
- 1961年5月25日 - 猪木寛至（後のアントニオ猪木）と初対決、フルネルソンで勝利。
- 1961年7月1日 - 芳の里、マンモス鈴木とともに海外修行に出発。
- 1962年3月9日 - シカゴ、インターナショナル・アンフィ・シアターでバディ・ロジャースの持つNWA世界ヘビー級王座に挑戦するが、2対0のストレート負けで王座奪取ならず。
- 1963年2月4日 - ロサンゼルス、グランド・オリンピック・オーディトリアムでザ・デストロイヤーの持つWWA世界ヘビー級王座に挑戦。反則勝ちを収め試合には勝利するも、規定により王座獲得ならず。
- 1963年3月17日 - 力道山とともに海外修行から帰国。直後の第5回ワールドリーグ戦に出場。
- 1963年10月7日 - 2度目の海外修行に出発。
- 1964年2月5日 - デトロイト、オリンピック・スタジアムでルー・テーズの持つNWA世界ヘビー級王座に挑戦。2対1で敗れて王座獲得ならず。
- 1964年2月17日 - ニューヨーク、マディソン・スクエア・ガーデンでブルーノ・サンマルチノの持つWWWF世界ヘビー級王座に挑戦するが、時間切れ引き分けで王座奪取ならず。
- 1964年2月28日 - ロサンゼルス、グランド・オリンピック・オーディトリアムでフレッド・ブラッシーの持つWWA世界ヘビー級王座に挑戦。時間切れ引き分けで王座奪取ならず。
- 1964年4月3日 - 2度目の海外修行から帰国、第6回ワールドリーグ戦に参加する。
- 1964年5月29日 - 豊登とタッグを組み、ジン・キニスキー、カリプス・ハリケーンと対戦し勝利。アジアタッグ選手権王者に就く（初のタイトル奪取）。
- 1965年11月24日 -ディック・ザ・ブルーザーと対戦し勝利。インターナショナル・ヘビー級王座を獲得。
- 1966年11月5日 - 吉村道明と組んでフリッツ・フォン・ゲーリング&マイク・パドーシス組を破りインターナショナル・タッグ王座を奪取。
- 1967年10月31日 - アントニオ猪木と組み、ターザン・タイラー、ビル・ワット組と対戦し勝利。インターナショナル・タッグ選手権を奪回（BI砲初タイトル）。
- 1968年6月27日 - ボボ・ブラジルを三十二文ドロップキック三連発で破り、2日前に奪われたインター王座を奪還。
- 1971年12月7日 - 猪木とタッグを組んでの最後のタイトル戦。ドリー・ファンク・ジュニア、テリー・ファンク組に敗れる。
- 1971年12月17日 - ロサンゼルス、グランド・オリンピック・オーディトリアムにて、ジョン・トロスとタッグを組み、マサ斎藤＆キンジ渋谷組を相手に生涯唯一の金網デスマッチを戦う[32]。
- 1972年5月19日 - ロサンゼルス、グランド・オリンピック・オーディトリアムで坂口征二とのタッグでザ・ファンクスからインターナショナル・タッグ王座を奪回。以後2度防衛した後、日本プロレス退団に伴い王座返上。
- 1973年10月9日 - ジャンボ鶴田との初タッグ。ファンクスの持つインターナショナル・タッグ王座に挑戦したが、引き分けて奪取ならず。
- 1974年12月2日 - ジャック・ブリスコと対戦。60分3本勝負、2-1でブリスコを下し、NWA世界ヘビー級王座を獲得。日本人選手初。
- 1979年2月11日 - ミネアポリスでニック・ボックウィンクルの持つAWA世界ヘビー級王座に挑戦。これによりNWA、WWA、WWWF、AWAの世界王座全てに挑戦したこととなる。反則勝ちを収め試合には勝利するも、規定により王座獲得ならず。
- 1979年10月31日 - レイスと対戦。60分1本勝負、1-0でレイスを下し、NWA世界ヘビー級王座に再度就く。
- 1980年9月4日 - レイスと対戦。60分1本勝負、1-0でレイスを下し、NWA世界ヘビー級王座に三度就く。
- 1981年1月18日 -「ジャイアント馬場3000試合連続出場突破記念試合」を開催し、バーン・ガニアのAWA世界ヘビー級王座とPWF王座のダブルタイトルマッチで対戦。60分3本勝負、1-1の引き分けで両者王座防衛。
- 1982年2月4日 - 初めてスタン・ハンセンとPWF王座をかけて闘う。両者反則に終わるが健在ぶりを示した。
- 1984年7月31日 - 蔵前国技館。前年ハンセンに奪還されたPWF王座をスモールパッケージホールドの技能技でハンセンから奪還。
- 1985年7月30日 - 福岡スポーツセンターでハンセンと対戦。60分1本勝負、0-1でハンセンに敗れPWFヘビー級王座から陥落。これを最後にタイトルの第一線から撤退。
- 1989年3月27日 - 生涯最後のタイトルマッチ(アジアタッグ王座)。小橋健太と組んでサムソン冬木、川田利明と対戦。川田が小橋からフォール勝ちでタイトル獲得ならず。
- 1990年4月13日 - アンドレ・ザ・ジャイアントとの大巨人コンビが実現。東京ドームでの日米レスリングサミットでデモリッションを破る。
- 1994年3月5日 - 「夢のカード」と題して、ハンセンとタッグを組み、三沢光晴・小橋健太組と対戦。10年ぶりに日本武道館でのメインイベントに登場。
- 1998年1月23日 - 後楽園ホールメインイベント。同日60歳の誕生日を迎えたことを記念しての「ジャイアント馬場還暦宣言・特別試合」。三沢光晴、マウナケア・モスマンと組み、小橋健太、川田利明、渕正信組と対戦。得意技のランニング・ネックブリーカー・ドロップで渕からフォールを奪い、現役レスラーとしての健在ぶりをアピールした。試合後のインタビューにて徳光和夫が差し出すマイクを前に「子どもの頃は60歳といったらずいぶん年寄りだなとも思ったが、自分がなってみたら『何だまだやれるじゃないか』と思ってね」と答える。
- 1998年11月23日 - 博多スターレーンで生涯最後のメイン登場。三沢光晴、小川良成と組んで川田利明、田上明、泉田純と対戦。
- 1998年12月5日 - 日本武道館でラッシャー木村、百田光雄と組んで渕正信、永源遙、菊地毅組と対戦。生涯最後の試合となった。

### 獲得タイトル
- 第49代・第55代・第57代NWA世界ヘビー級王座 - （防衛回数は1回→1回→0回）
- 第3代・第5代・第7代インターナショナル・ヘビー級王座 - （防衛回数は21回→18回→10回）
- 初代・第5代・第7代・第9代PWFヘビー級王座 - （防衛回数は38回→15回→3回→3回）
- 第6代アジアヘビー級王座 - 大木金太郎から奪取したが、1度も防衛戦を行わずに返上。
- 第7代・第9代・第10代・第12代・第14代・第16代・第23代・第25代・第27代・第29代・第31代・第33代インターナショナル・タッグ王座 - 12度獲得。

（パートナーは吉村道明→アントニオ猪木4回→坂口征二→ジャンボ鶴田6回）
- 第11代・第13代・第17代アジアタッグ王座 - 3度獲得。（パートナーは豊登2回→吉村道明）

第17代王者時に4度の防衛後、馬場がインター二冠王になったため王座を返上した。
- 第61代NWA世界タッグ王座（デトロイト版） - 1度獲得。（パートナーはジャンボ鶴田）

1度も防衛を行わずにタイトルを返上した。
- 第3代WWAインターナショナルヘビー級王座 - 1度獲得。
- ワールドリーグ戦 - 6度優勝（3連覇を2回）。（1966年～68年、1970年～72年）
- チャンピオン・カーニバル - 7度優勝。（1973年、1974年、1975年、1977年、1978年、1981年、1982年）

## 入場テーマ曲
- 日本テレビスポーツのテーマ（作曲：黛敏郎）
  - 馬場及び全日本プロレスの代名詞ともいえる楽曲であり、プロレスそのものをイメージさせる楽曲としても各局のテレビ番組などで多く使われている。1980年代中盤、全日本に入団した輪島大士に譲り、王者の魂に変更した。
- チャンピオン（作曲：ジョン・J・スタンリー）
  - 馬場本人からテーマ曲として公認されているが、会場では一度も使用されなかった曲[33]。馬場は「作るのも結構。売るのも結構。ただし、ボクは使わないよ」と言っていたという[33]。
- 王者の魂（作曲：実川俊・TEmPA）
  - 1982年に世界最強タッグの入場式テーマ曲として使われ、自身の入場曲として使い出したのが1984年の欠場明けから（当初はビッグマッチ限定）。その数年後には中継が深夜に移動したため、アントニオ猪木の『炎のファイター』（イノキ・ボンバイエ）に比べるとプロレスファン以外の知名度は低い。そのため、「ジャイアント馬場＝日本テレビスポーツのテーマ」というイメージがその後も持たれている。2014年よりKBS京都などで放送開始した「全日本プロレス 〜AJPワールド〜」のテーマ曲として再利用されている。

## 人物

### レスラーとしての評価

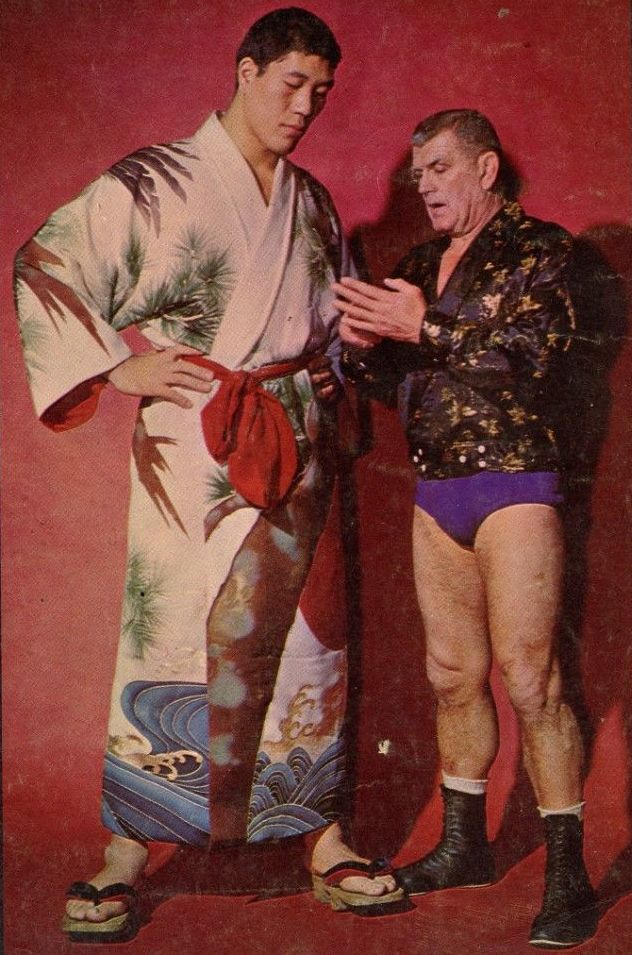
海外プロレス雑誌に載った馬場と師フレッド・アトキンスの表紙（1964年8月）

試合運びはアメリカン・スタイルにのっとったもので、常に基本に忠実なものであった。佐藤昭雄によると、猪木と異なりギブアップ技を持たない（嫌う）とされており、フィニッシュまでの流れがあって勝負がつくというのが馬場のプロレスであった。余程のことがない限り奇を衒ったことはしない。ただし不測の事態（対戦相手が掟破りの攻撃を仕掛けた場合など）においてはいわゆるシュートといわれる技術で対応する。アメリカ武者修行時代にフレッド・アトキンスに師事し、関節技のノウハウを教わっていた。
ザ・グレート・カブキは馬場について、試合の組み立て・運動能力・スタミナ・スピードなど全てを兼ね備えた万能のプロレスラーであり「プロレスラーとしては最高」「猪木さんと馬場さんでは差があったよ。モノが違った」と語っており、またシュート（真剣勝負）でも強かったと回想している。一方ビル・ロビンソンは「十回やれば九回は私が勝つだろう」と語っている。また、上田馬之助も「（若手時代に）オヤジ（力道山）の命令で、猪木さん・大木さんと馬場さんがガチンコの巴戦をやることになったら、まず馬場さんが脱落して猪木さんと大木さんは決着が付かないでしょう」「（BI砲の時代には）シュートでは猪木さん以外は（馬場も含めて）私に勝てなくなっていた」と述懐している。

### 経営者としての評価
日本テレビの全面的バックアップを得て、代表取締役社長として全日本プロレスを旗揚げした馬場であったが、その道程は決して順分満帆ではなかった。1970年代後半から1980年代前半は新日本プロレスとの興行戦争に敗北を重ね、当時所属していたレスラーの天龍源一郎は「2試合分をチケットで払うから、売った分の半分を懐に入れて、残り半分を会社に入れてくれ」と給料を現物支給の形で払われたと証言している。また、後年全日本プロレスの社長に就任した内田雅之は、馬場が源泉徴収税を滞納していたことを税務署から指摘され、武藤敬司の社長時代にローンの形で返済したことを証言している。
昭和のプロレス興行は暴力団が関わる事が多く、馬場の全日本プロレスも例外ではなかった。馬場は全日プロを旗揚げする前に田岡一雄組長を訪れ、兵庫以西の地方興行権をダンピングしてまとめて買ってもらっていたという。これは金額にして7200万円の山口組への上納金にあたる。

### 運動能力
60分フルタイムドローの試合をシングルマッチで11回、タッグマッチで9回合計20試合も経験しており、晩年においても30分を超える試合をこなしていた。
プロ野球時代の馬場について王貞治は「球のスピードはびっくりするような速さではなかったけど、球質はとても重かった」と語っている。
プロレス時代、当時道場で最強とされていたザ・グレート・カブキをして「あの人は強いよ」「あんな太いももは今まで見たことがない」と語っている（俺が戦った真に強かった男。天龍源一郎著．青春新書）。
藤原喜明は「こんなにでっかい人で、運動神経のいい人は初めてだ」と語っている。
他のスポーツに関しても上手く、バスケットボールや卓球でも高校時代に卓球部だった記者が、真面目にやっても勝てないことが多かったという。「あの大きな身体ですごく器用（GスピリッツVol.17）」とのこと。
アントニオ猪木が馬場に対戦を迫っていた時も、全日本のレスラーの中には猪木と戦っても馬場は負けないと思っている選手も多かった。その理由の一つとして、馬場の体格で汗をかけば関節技を極めるのは難しいと考えていたからだという。

### 性格
基本的におおらかな性格だった。小さい頃は非常に親孝行で、人との間に角を立てるのが本当に嫌だったという。旧知の間柄の人達には面倒見が良かった反面、見知らぬ人には慎重で警戒心が強かった。記者との雑談においても、一人でも初顔の者がいると気付いた途端に話すのを中断したという。そのおおらかさ故に、馬場の試合では馬場に対する野次がいつの間にか敬語になるといった現象まで起こったという。

#### 契約、信義に関して
契約には厳しかった事が知られており、ジャパンプロレスとして参戦していた長州力が契約途中で離脱した際には、断固たる措置を取っている。
- しかし、天龍源一郎がメガネスーパー社から新団体旗揚げの話を持ち掛けられ全日本との契約終了後にSWSへ移籍した際には、当時団体の移籍は非常識とされていたことで憤慨していたジャンボ鶴田に対して「なぁ鶴田。人は裏切るよりも、裏切られた方がまだいいだろう」と諭した。これは天龍と馬場の間に十分な話し合いが持たれた上での移籍ではあるが、その後谷津嘉章を始め契約期間が終了していない全日本勢が何人もSWSへ流れていった際には「話が違う」と激怒した。この際に契約違反をしてSWSに離脱をした選手に対して全日本プロレスは、後に法的措置を取っている。
- また一度辞めていった日本人選手を二度と全日本のリングに上げる事はなかったが、その弟子とは契約している。その例として、冬木弘道の弟子である邪道・外道や、大仁田厚の弟子に当たるハヤブサなどが1990年代後半に全日本に参戦した。師匠のことで弟子が巻き添えになることはプロレス界ではよくある話であるが、馬場は師匠とは別だと割り切っていた。長州の弟子にあたる馳浩は、正式に全日本の所属レスラーになっている[注釈 13]。

#### 作法に関して
食事作法や礼儀作法・服装などには厳しく、後輩や弟子たちを徹底的に教育していた。
- 1990年代、全日本の選手達が決してシャツをズボンから出さなかったことは馬場の教えが徹底されていた証であり、お付きだった和田京平や仲田龍らは「襟付きのシャツでないといけない」という馬場の教えを守り、夏場でもTシャツではなくポロシャツを着ていた。また選手が茶髪にするのも長い間許されなかったという。またジーンズも嫌いであり、自身で持ってはいたが「あれは作業着なんだよな」と口にしていた。
- 稀ではあるが逆に後輩や弟子の言うことを聞き、厳しく躾けなかった例もある。

秋山準がシャツの裾を出しているのを馬場が直接注意をした所、一度裾をズボンに入れるがすぐに「馬場さん、僕はやっぱりこっちの方が良いですよ」と言ってまた裾を外へ出した。全日本において、絶対的存在であった馬場へ口答えした秋山を見て他の選手は慌てふためいたが「コイツは大物になる」と感じた馬場は「最近の若者はよく判らんなぁ」と言いながら笑って許した。

#### プロレスに関して
「シュート（真剣勝負・ガチンコ）を超えたものがプロレス」という発言を残した。他団体が格闘技路線を進めていた頃の全日本プロレスのキャッチコピーである「みんなが格闘技に走るので、私、プロレスを独占させていただきます」や「プロレスとは『プロレス』である」といった発言は馬場本人のコメントではなく、馬場夫妻と数十年に渡ってプライベート含めて親交があった元『週刊プロレス』編集長のターザン山本が考え出したものであるが、馬場自身もこのコピーを気に入っていた。
プロレスラーが技を素人にかけることを非常に嫌っていた。TBSラジオの番組にゲスト出演していた時に「パーソナリティの松下賢次に何かプロレス技をかけて欲しい」というリスナーからのFAXがあった。馬場は「素人さんにプロレスの技をかけることは、絶対してはいけないこと」と語っている。ただし、かつて『森田一義アワー 笑っていいとも!』にゲスト出演した際、タモリにヘッドロックをかけたことはある。また、試合中エキサイトして我を忘れてしまうこともあったらしく「場外乱闘で興奮状態になった馬場さんに技をかけられた」というプロレスファンの投稿が、雑誌に載ったこともある。なお2007年にアサヒ飲料『WONDA』のCMにおいて、桑田佳祐に対し技を繰り出すプロレスラーとして生前の馬場の映像が合成で使われた。
自らのプロレス観とかけ離れたレスラーとの対戦には消極的ではあったが、そのレスラーが人気者だった場合、プロモーターの立場として観客動員などの興行価値を優先し、積極的に起用し続けた。アントニオ猪木からシングル対戦の要求は度々あったが、馬場は最後まで応じなかった。表向きの理由は、それぞれの団体が専属契約していたTV局（日本テレビ・テレビ朝日）同士のどちらが放映するのか、話がまとまらないとのことであった。
リングコスチュームについては持論があり「へそを隠さないと貫禄が出ない」と言う考えから、臍部まで覆われた布面積の大きいタイツを着用する事を弟子達に命じていた。自身も「タイツ」と呼ぶには極めて大きなサイズを履いている。

#### 相撲出身のレスラーに対して
馬場存命時代の全日本プロレスでは、結果として大相撲から転向してきたプロレスラーを広く受け入れてきたものの、相撲出身のレスラーを快く思っていない節があった。天龍が馬場と2人で喫茶店にいた時、その店に同じく相撲からプロレスに転向した選手が2人来たが、彼らの仕草や態度を見て馬場は「天龍、あの相撲上りの奴らを見てみろよ。いつまでも相撲取りみたいな態度でいて。だから相撲上りは一般社会になじめないんだよ」などと言い出した。ただ、同じ相撲出身者でも天龍に対してはその限りではなかった。これは、天龍が角界時代に相撲部屋の師匠が所属力士に対する生殺与奪の権利を持っていることを学んだことから、馬場に弁えた態度を取っていたためでもある。また、馬場自身も「野球選手の頃、練習中に『蔵前に行ってこい』と罵声を浴びせられるのが辛かった。相撲取りも嫌いだった」と相撲は嫌いだと公言しており、プロ野球断念後に痛めた左肘の治療の目処がつき、新しいスポーツに挑戦する事を検討した際も相撲は選択肢に入れなかった。

#### 学生プロレスに対して
今ではかなり薄れているが、以前はプロレスラーからは学生プロレスは忌むべき存在とされていた時期があり、プロレスラーと学生プロレスとの交流はほぼなかったが、その中で、馬場は学生プロレスの選手に受け身の取り方等を指導している。これは、馬場が知人の店に立ち寄った際に、その店で練習していた学生プロレスの選手を見て基礎も出来ていないその姿に危機感を持ち、これを放置して何か大きな事故が起きた時にプロレスそのものが批判されると考えたためで、これがきっかけとなり学生プロレスの選手に対して馬場本人が指導を行い、その指導方法が今でも多くの大学のプロレスサークルに伝わっている。なお、学生プロレスで馬場に指導を受けた選手の中には、後にみちのくプロレス等で活躍するテリーボーイ（現:MEN'Sテイオー）がいた。

### 嗜好
歴史小説が好きな読書家で、柴田錬三郎や司馬遼太郎の著作を中心に年間200冊以上の本を読んだ。巨人で同期入団だった森祇晶や国松彰は「物静かで、いつも文学全集のような本を抱えていた」と述懐している。他にも絵画などを趣味に持ち「引退したら（当時別荘を持っていた）ハワイで絵を描く生活がしたい」と語っていたが、それは実現出来なかった。
『水戸黄門』の大ファンであり、毎回欠かさず観ていたという。初代水戸黄門役の東野英治郎と初めて面会した時は、直立不動の姿勢となり思わず頭を下げてしまったと回想している。また、面識の無い中谷一郎（初代風車の弥七役）と初めて会った時には「おう、弥七」と声をかけ。高橋元太郎（うっかり八兵衛役）と初めて会った際にも「八兵衛」と声をかけたという。『水戸黄門』に忍者などのキャラクターが出るようになると「突飛なことはやらない方がいい」と苦言を呈していた。東野時代のような典型的な勧善懲悪ものを好んでいた。
その一方で、テレビ（バラエティ番組）への出演が増える前は『水戸黄門』の出演者以外の芸能人に関して知らなかった所もあった。アイドルとして人気絶頂だった松田聖子に初めて会った時に「テレビは『水戸黄門』しか観ないから知らない」と言ったという話や、羽田空港で高倉健に声をかけられた際には、高倉が誰か分からず「俳優？水戸黄門には出てないんだろ」と、付き人に答え軽くあしらったといったエピソードがある。
日本テレビ系クイズ番組『クイズ世界はSHOW by ショーバイ!!』で共演していた山城新伍とは、お互いに「兄弟」と呼び合う親友同士であった。
音楽では民謡を好み、尺八を演奏することもできた。
ハワイを非常に気に入っており、巡業を終えると渡米してハワイの別荘で過ごしていた。ハワイマット界にも関わりが深く、全日本プロレスのタイトル認定機関であるPWFの初代会長ロード・ブレアースはハワイのプロモーターであった。日本プロレス時代の人生設計では「38歳で日本のプロレス界からは引退し、その後はハワイに引っ越して気楽な隠居暮らしに入りたい」というつもりだったという。50歳には軽井沢に別荘を建て、こだわりのアトリエで同じく趣味の油絵を描いた。
キャピトル東急ホテルを東京ヒルトン時代から定宿としていたことはよく知られており、2000年までの全日本プロレスの記者会見は殆どキャピトル東急で行われた。また馬場は普段からキャピトル東急で主に食事をしていたほか、関東での興行終了後には必ずキャピトル東急に向かい、深夜まで営業しているコーヒーラウンジ「オリガミ」で食事をしていた。付き人の和田や仲田、番記者の小佐野景浩らはキャピトル東急で馬場から食事作法を学んだという。『週刊ゴング』の増刊号の企画では、キャピトル東急ホテルの建替による一時閉店直前のオリガミで鈴木みのるが「馬場さんの味を食す」という特集を組んだほど、ジャイアント馬場＝キャピトル東急というイメージがプロレス界では定着している。特に、この「オリガミ」に勤務するウェーター・ウェートレスは「馬場さんにおもてなしすることが登竜門だった」という。
付き人であった越中詩郎によれば、北海道遠征の際に移動距離が長く、空腹の中で移動していたところで、道中に一軒のマクドナルドがあったため、一行は立ち寄った。馬場は「マックなんか食わない」と頑なに拒んでいたが、供されたフィレオフィッシュを口にして「おい、世の中にこんなにうまいものはない!」と気に入り、嵌った馬場はそれから1週間毎日「フィレオフィッシュ買ってこい!」と越中に命じて買って来させ、1日10個は食べていたという。同じく付き人の1人として馬場に同行していた川田利明も同様の証言をしている。
1990年11月30日（金曜日）の骨折入院までは健啖家で、酒に強くまた甘党でもあったが、このことが後に糖尿病の遠因となった。試合中に足を骨折してしまった後は足腰の鍛錬により専心するようになり、毎日恵比寿の自宅から六本木にあった全日本プロレス事務所まで歩くのが日課だった。若手時代は汗っかきだったが、糖尿病を患って以降は汗をかかない体質になってしまい、それ以来サウナ好きになっていた。
葉巻き煙草を愛飲しており、キャピトル東急ホテルでコーヒーを飲みながら喫煙するのが好きであった。天龍源一郎によると、ホテル側も馬場が店を引き上げるなり換気をしていたという。だが、テレビ番組の出演で親しくなった逸見政孝がスキルス胃癌で入院したため、願掛けとして禁煙を決意する。しかし結局願いは叶わずに逸見はこの世を去り、逸見の逝去以降は馬場が1999年1月に死去するまで葉巻を口にすることは二度となかった。
甘い物が好物であり、特にあんこが好きだと話していた。「王道十六文」では子供の頃に家で正月三ヶ日の朝だけはあんころ餅が食べ放題だったため、その時が待ち遠しかったと述懐している。また、テレビ番組「ニュースステーション」のコーナー「最後の晩餐」に出演した際も、久米宏から「明日地球が無くなるとしたら、人生最後に何が食べたいか？」について聞かれ「俺が死んだら棺桶に大福を入れとけよと言っている」「大福なら何でもいいが、豆餅（豆大福）がいいなぁ」と答えている。

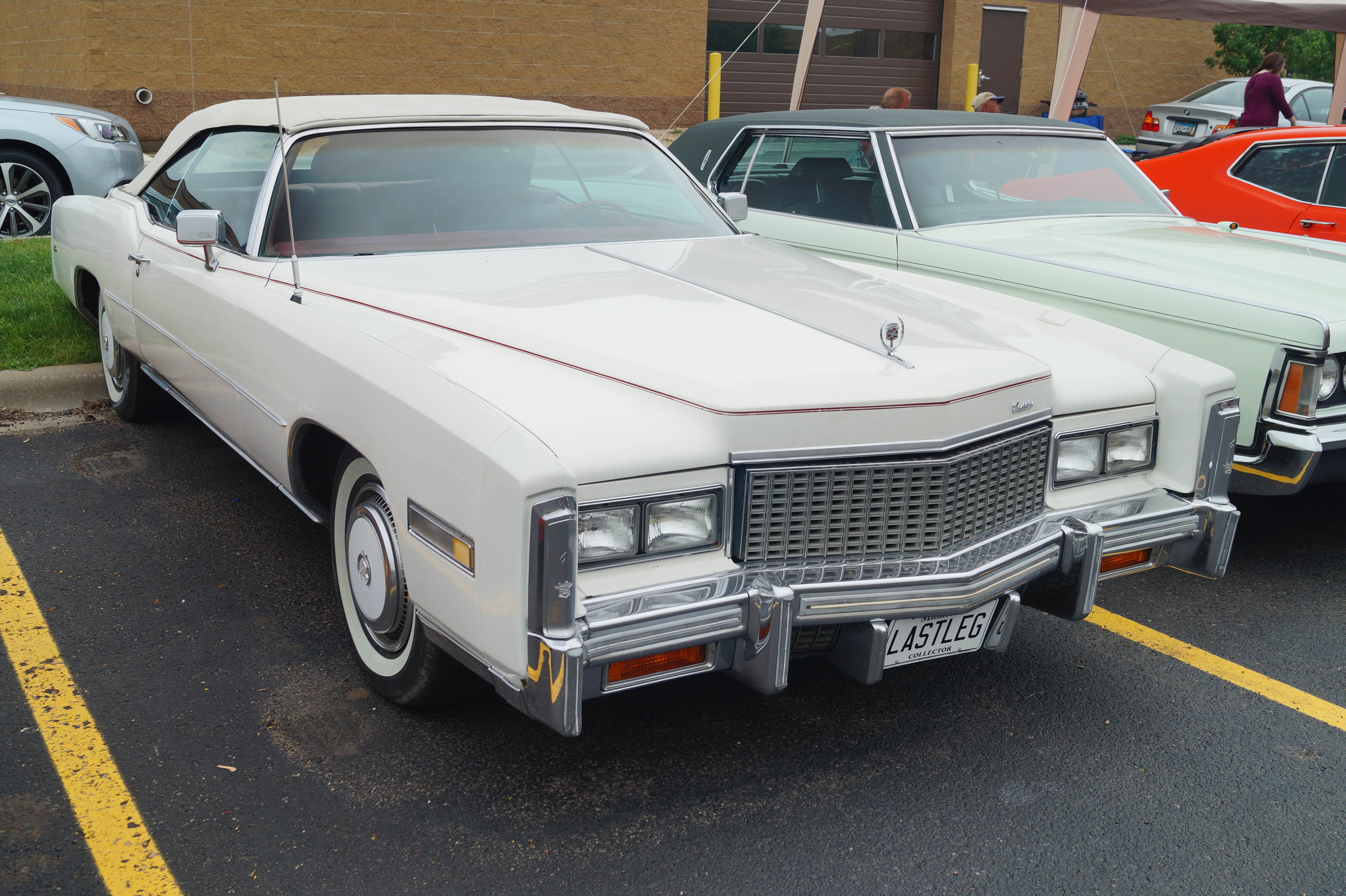
馬場が米国で乗り継いだものと同色・同年式のキャデラック

愛車はアメリカ武者修行時代に苦楽を共にしたブルーノ・サンマルチノから「大きな身体に似合う車」として贈呈されたキャデラックで、主にハワイの別荘に滞在した際に乗っていたものは1976年式キャデラック・エルドラド・コンパーチブル。なお、フルサイズのキャデラック・エルドラドの2ドア・コンパーチブル仕様は馬場が乗り継いだ1976年式が最終年式である。日本国内ではリンカーン・コンチネンタル・Mk-IVやキャデラック・ブロアムにも乗っていたが、基本的には買い替えの際にもずっと同じタイプの「クリーム色のボディ、黒い革張りの屋根(ビニール・ルーフ。なお三条市で公開されている1976年式はボディ同色の幌)」という仕様のアメリカ車のフルサイズセダンを選んでいた。晩年に購入した1998年式キャデラック・ドゥビルは、馬場の死後曙太郎に譲られた。
愛唱歌は『砂山』であったという。少年時代から辛いことがあると、気分を紛らわせるためにこの歌を良く歌っていたことをテレビ番組へ出演した際に語っていた。

### 金銭感覚
負傷のためプロ野球選手を断念せざるをえなかったが、プロレスチャンピオンになって年収が3億円を超えたと話し、給料袋が縦に立ったという。当時のプロ野球界の最高峰であった巨人の「ON（王貞治や長嶋茂雄）が『年俸3千万円、4千万円』などといっていたのを見て、おかしくて笑いが出てしまった」という逸話を晩年に語っていた。ただし、経営者として節税出来たことから、新聞で発表される長者番付の馬場の順位は下位であった。しかし、偶然節税になっただけであるらしく、税務署から表彰されたこともある。本人のコメントによるとアメリカ時代には1試合で2万ドル（当時で約700万円）稼いでいた。
1本数万円（途中からは1本10ドルのカナダ産）の葉巻を愛用し、キャピトル東急ホテル内「オリガミ」で出される1個2,500円のチーズバーガーを食し、三沢に1個1万円のメロンを絞って作られたメロンジュースを振舞ったり、ハル薗田の新婚旅行の費用をポケットマネーで出すなど豪快な所もあった。
所属選手のギャラそのものは新日本プロレス所属の選手より高かったが、馬場が選手にタニマチとの個人的な付き合いや、選手が勝手にTV番組やCMへ出演したり、雑誌のインタビューを受けることを禁止していたのと、またグッズのロイヤリティーは一切選手に還元されず全て元子夫人が社長をしていた『ジャイアント・サービス』の利益になるようにしていたため、実際の年収は新日本所属選手の方が多かった。選手に対する契約に保険や負傷欠場時の給与補填などは正式な制度として行わなかったため、負傷欠場による収入保証制度は馬場の死後、新社長となった三沢光晴新体制では導入する方針であったが、オーナーである元子が『馬場さんの時代にはなかった』と全て拒否したため、後の三沢をはじめとした全日本の選手が新団体である『プロレスリング・ノア』への大量離脱に繋がる要因となった。これがいわゆる馬場否定派からネット掲示板などで「ケチ」「守銭奴」と散々批判される一因となっていたが、後に負傷欠場したからといって即座にギャラが支払われなくなる訳では無く、所属選手ならそのシリーズの試合給は全額保障し、その後も一定期間は一定の割合が出された、ということが明らかになっている。また谷津嘉章が、SWSに移籍した一つの理由として「試合で怪我をしたのに治療費を出してくれなかった」ことを挙げたが、それに対して馬場は「治療にかかった分の領収書を提出すれば、立て替えた分の治療費は全日本で負担している」と反論している。
なお、その遺産は渋谷税務署に8億7千万円と公示された。死後、永源遙は週刊プロレスのインタビューで「猪木さんは金を使うことが好きな人で、馬場さんは金を使うことを忘れた人だった」と、その金銭感覚を語っている。

### プロレスラーとの人間関係
力道山からは特別可愛がられた。これは馬場に「元巨人軍投手」という肩書きがあったことと、2mを超える身長に力道山が惚れ込んでおり「これはワシをも凌ぐスターになるかもしれん」と思ったからである。アントニオ猪木はいわば叩き上げであり、また従順でなかった猪木を力道山はあまり好んでいなかったとされ、ちょっとしたミスで殴られたり蹴られたりが当たり前だった中、馬場は一度も殴られたことが無いというエピソードがある。また、馬場は入門当初から付き人を経験しておらず、すぐにアメリカ遠征に出され、給料も出ていたなど完全な特別扱いであった。
馬場自身が「私は力道山に一度も殴られたことが無い」と発言していたが、それは理不尽な暴力を受けたことは無いという意味で、シゴキ自体は過酷なものであったとされる。自伝によると力道山から空手チョップの手ほどきを受けた際、皮膚を鍛えるために農具を変形させたもので手を何度も思い切り叩かれたという。叩かれている間、力道山は「どうだ痛いか？」と馬場に聞いたが「痛くないと言えば『じゃあ痛くしてやろう』と余計に力を加えるし、痛いと言えば『そのうち痛くなくなる』と言って叩くのをやめないので、黙って耐えるしかなかった」と述懐している。また野球上がりで腕が細かったため、巡業で津軽海峡を渡る際、青函連絡船で力道山の指示でいつも到着するまでバーベルを持たされていた。馬場は「北海道へ行くたび度にあの時のことを思い出す」語っていた。
力道山には弟子に酒の一気飲みを強要する癖もあり、馬場も何度も大量に飲まされたという。なお馬場自身は酒嫌いだった。1963年夏、札幌市での試合を終えた馬場は力道山らとの酒宴に付き合わされたが、行き違いから機嫌を損ねた力道山を若手だった馬場が宥めたことになり、力道山に「ジョニ黒」ボトル一本を一気飲みさせられ、目の前に「火花が散った」という。一息ついた馬場が水を飲もうとしたところ、チェイサーに差し出されたのは「ビール」だったという。
後に馬場自身は力道山のことを「人間として、何一つ良い所のない人でしたね」と語っており、特別扱いを受けながらも辟易していた心中を吐露している。この発言の背景には、日本プロレス時代に馬場が巻き込まれた力道山の金銭トラブルもあった。また、力道山は馬場が活躍するにつれてその才能に嫉妬し、マスコミを通じて馬場を中傷するようになり、その恨みもあるとみられている。
新日本を旗揚げしてからの猪木の挑発には「何度もはらわたが煮えくり返る思いがした」と自伝に書いているが、猪木には基本的に「同じ釜の飯を食った男」という気持ちがあり、憎しみの感情は見られなかった。猪木も同様で、表向きの発言と実際に馬場に会うときの態度は全くと言っていいほど違っていた。なお、猪木とはまったく疎遠だったというわけでは無く、年に数回会っては話をしていたという。
猪木の引退試合の際に、馬場は労いの電報を送っている。しかしその電報は読み上げられることは無かった。なお2019年に行われた全日本プロレスのジャイアント馬場没後20年追善興行に猪木を始め初代タイガーマスク・新間寿・坂口征二が来場し、猪木がマイクでメッセージを寄せた。
新日本プロレス陣営の中で坂口征二については馬場も非常に信頼しており、個人的に交流もあった。特に1990年2月新日本のドーム大会で馬場は坂口の依頼に快く応え、団体の壁を超えた全日本の選手を貸し出した。また馬場が逝去した際に坂口は真っ先に駆け付けている。
馬場に対して不満を持っていたのは上田馬之助であり、日本プロレスを退団した馬場と、力道山の作り上げた日本プロレスに最後までこだわっていた上田の感情的なしこりは、日プロ崩壊後大木金太郎らと全日本に移籍する際、上田が仲介者の対等合併の言葉を本気にしたことと、馬場が大木・上田ら移籍組を冷遇したことで決定的になったという。「猪木追放事件」も一般には「猪木・馬場らによるクーデター計画の存在を上田が上層部に密告した」ことが原因とされているが、上田は近年になって「実は最初に密告したのは馬場である」と語っており、このことも上田と馬場の関係悪化に大きく影響していたと思われる。ただ、竹内宏介によると「上田が『猪木が会社乗っ取りと馬場の追い落としを企んでいる』と馬場に話して、それを馬場が上層部に話した」という。ユセフ・トルコも自書で、猪木の実弟である猪木啓介との対談で「いや、あれを上層部に密告したのは間違いなく上田だよ」と語っており、元日本プロレスの経理部長である三澤正和も「実際の会議で猪木さんが『馬之助、テメェ、よくもばらしやがったな』と言っていた」と証言しており、日本プロレスおよび全日本プロレスに在籍していたケンドー・ナガサキも2014年にdropkickのインタビューにて、日本プロレスの猪木追放事件について「あれは全部上田さんが（上層部に）バラしちゃったけど」と語っているが、真相は依然謎のままである。
また越中詩郎も、馬場に対して良い感情を持っていない所もあり、新日本プロレスに移籍した理由も馬場に対しての不信感もあると発言し、ザ・グレート・カブキやタイガー戸口もプロレスラーとしての馬場は高く評価しているものの、プロモーターとしての馬場に対しては、海外で活動していた頃に比べて極端に悪くなった金銭面などでの扱いに不満を持ち、最終的に他団体へ移籍する要因となっているなど馬場に対して不信感を持つプロレスラーも数人存在している。
プロレスのプロモーター（興行主）としても、NWAに加盟し第一副会長までのし上がったことで世界的に有名であった。アメリカ武者修行時代にプロモーターの指示に絶対に逆らわなかったことや、馬場自身の人柄を買われたことで、全日本旗揚げ時にNWAのプロモーターだったドリー・ファンク・シニアや、当時ニューヨークの看板選手だったブルーノ・サンマルチノが協力を買って出た。そのため、国際プロレスや新日本プロレスが日本プロレスにより外人レスラーの招聘を妨害されたのに対し、旗揚げ当初から招聘ルートを確立し、豪華なレスラー陣を招聘している。そのような理由から、アメリカのプロモーターに対しても影響力が強く、渕正信がアメリカで武者修行していた際に、どのエリアに行っても現地のプロモーターが「こいつはババのところのボーイだから、変なことをするなよ」とレスラーたちに警告していたので、嫌がらせやシュートを仕掛けられたことは無かったと回想している。
選手との約束を必ず守り、大物選手はファーストクラスで来日させ、遠征先でも高級ホテルを準備するなど丁重に扱ったことで、外国人レスラー間の評判が高かった。また移動・宿泊は選手任せであるアメリカマット界とは正反対に、それらもすべて全日本・馬場が責任を持ったことも、外国人レスラーの評判を高めた。アメリカ本土のプロモーターに対しても、全日本派遣をレスラーとの交渉道具に使うことができ、また選手を全日本に派遣することで参戦レスラーの顔ぶれのリフレッシュを行うことを容易にするというメリットをもたらした。NWA副会長に登りつめるほど馬場がアメリカマット界における存在感を高めたのは、こういった要因も関係している。外国人選手を丁重に扱っていたとはいえ、ずる休みなどは大物でも絶対出来なかったという。また力が衰えて来てもかつての大物レスラーはそれなりのポジションで来日させ続け、ブッチャーやドリーなどは1990年代も回数は減ったものの来日し続けている。
NWA副会長であり、WWWF（後のWWE）発足の頃すでに大スターだったことから、ビンス・マクマホン・ジュニアも、馬場に対しては頭が上がらなかった。マクマホンがWWF代表として日本マット界を傘下に治めようとしていたとき、馬場はそれを制し、「日米レスリングサミット」共催を実現させることでWWFの単独行動を抑えた。後に馬場は「マディソン・スクエア・ガーデンで世界王座に挑戦したときにほんの子供だったこんな小僧に翻弄されてたまるか」と述懐している。
付き人だった大仁田厚を特別可愛がっており、一時は本気で養子縁組を考えたこともある。大仁田が馬場の付き人をしていた頃、興行に馬場の赤いパンツを持って行くのを忘れたことがあった。困った大仁田は、同じ会場に赤いパンツを履く身長2mの外国人選手がいたため、この選手の控室に忍び込んでパンツを盗んだ。馬場はそのパンツで試合に勝ったものの何かおかしいと気付き「このパンツ俺のか?」と大仁田に聞いた。大仁田は「外国人選手から借りてきました」と嘘をついたが、馬場はこの嘘を即座に見破り「馬鹿野郎、貸すわけないだろ!」と怒鳴って張り手タイプの空手チョップを食らわせた。そして洗濯をして相手に返すようにと命じ、3日間口を利かなかったという。その後大仁田は馬場が履くスーツのズボンを忘れたが、今度は素直に謝った所、馬場は何も言わず巡業中の約1か月間スーツの上着に赤ジャージのズボン姿で通した。大仁田はこの一件を通じ「馬場さんから人間として、一番大切なことを学びました」と語っている。
1987年11月、南アフリカ共和国のプロレス興行でブックメーカーを務めていたタイガー・ジェット・シンから選手派遣要請を受け、馬場はそれに応えて全日本から所属選手のハル薗田を派遣することにした。結婚したばかりのハル薗田にポケットマネーを提供して、試合後に新妻と新婚旅行が出来る様にと取り計らった。しかし、パリ経由で南アフリカに向かう予定の筈が南アフリカのプロモーターの勘違いで台北経由となり、その台北から南アフリカに向かう飛行機がインド洋上で南アフリカ航空295便墜落事故を起こし、薗田夫妻は事故死することになった。馬場は生涯、薗田の派遣と新婚旅行を奨めたことを悔やんでいたという。リング上の追悼イベントで弔辞を読み、号泣した。
世界中のプロレス界を股にかけた大巨人・アンドレ・ザ・ジャイアントが最後に選んだリングは、天龍一派のSWS大量離脱により黄昏時を迎えていた馬場の全日本だった。二人がコンビを組んでいた頃「馬場とアンドレが天の川で流しソーメンを食べていた」などという伝説が流れたこともある。実際二人は大変仲がよく、話し相手に困らないようにと、アンドレの若手時代からの親友であるマイティ井上を話し相手として同じバスに乗車させ、アンドレ参戦時の外国人用移動バスの冷蔵庫には、アンドレ好みのワインが常に置かれていたという。
天龍によると、馬場は鶴田や大仁田などの自身が勧誘した弟子をかわいがった一方で、グレート小鹿などの日本プロレス時代の"残党"は仲間というよりも「日本テレビから押し付けられて引き取った」という思いが強かったようで、最後まで相いれなかったという。

### タレントとの関係

#### お笑いタレント
彼の体の大きさはよくお笑いタレントのネタにされていた。
ビートたけしには「巨人時代、ボールを投げようとしたら捕手の森の頭を叩いてしまった」「投げた後、指がバックネットにひっかかりそのままバックネットを引きずり倒した」「投げた瞬間にキャッチャーをまたいでしまうため、野球をやめた」「タクシーに乗ろうとしたら左のドアから右のドアに出てしまい、乗れなかった」「車のサンルーフから頭を出して運転していた」「飛行機に乗るときは、両手を翼の中に入れて、腹這いになる」「ゴルフもショートコースはパターしか使わない。カップインしたボールを取り出そうとしたら、グリーンも一緒に持ち上がった」「一緒に飛行機のファーストクラスに乗ったとき、前の席に座っていた馬場さんがシートを180度倒したら、オレの腹の部分に頭がのった」など。これらのネタに関しては学生時代に「ビートたけしのオールナイトニッポン」の熱心なリスナーであり、投稿者でもあった消しゴム版画家でエッセイストでもあったナンシー関が考えたとも言われている。本人も著書の中で「ジャイアント馬場の大きさについてのネタを考え出すと、いくらでも思い浮かぶ」と語っている。
もごもごとした喋り方や、こもった低音の声質がものまねのネタになりやすく、当初はタレントなどにものまねされることに対し不快感を示していたが、徐々にそういったおふざけを容認するようになって行き、そのキャラクターや風貌から多くのバラエティ番組や、CMに起用されることになる。また、全日本プロレスでの自らを主役とした、ギャグタッチのアニメビデオをリリースされるまでに至った。
口癖の「アポ」「ポー」もかなりの頻度でネタにされた。早くから馬場をものまねのレパートリーにしていた関根勤には、初対面の際「僕はアッポーなんて言ってないよ」と文句を言ったが「指で汗をぬぐい、大きく息をつく動作なんです」と実演して見せた所、関根に本人公認のお墨付きを与えたというエピソードもある。また「笑っていいとも!」に出演した時に、突然関根にチョップを打ち込むと、関根は機転を利かせて馬場のものまねで膝をついている。

#### 歌手・女優
ジャイアントコーンのCMで酒井法子と共演したが、CM撮影時に一口かじったアイスをスタッフが「これは処分しますので」と引き取ろうとしたが、馬場は「それは勿体ないよ」と言って最後まで食べたというエピソードがあり、酒井は「身長だけでなく、心も大きい人でした」と語っている。
女優の水野久美は同郷で、中学時代の先輩にあたる。馬場にとって水野はマドンナで、上京後互いに下積み時代だった頃も馬場は水野の引っ越しを手伝ったりした。中学時代の馬場について水野は「とても大きな靴を履いていて驚いた」ことを語っている。
シンガーソングライターの松山千春とも親交が深く、自ら出していた月刊誌に馬場との対談を発表したこともある。松山は馬場の死去後、1999年8月に「Champ never die」という曲を発表、馬場に捧げている。

#### アナウンサー、ラジオパーソナリティー
クイズ番組でも馬場の体の大きさに関するネタが使用されたことがある。酒井法子が当時使っていた「のりピー語」では「馬場ピー」は「大きい」を意味していた。1988年に放送された第12回アメリカ横断ウルトラクイズの第4チェックポイント・アラスカ鉄道で、司会者の福留功男が「馬場ピー」の意味に関する問題を出題した所、解答者が「汚い」と珍解答をしてしまうという珍事が発生した。福留は「馬場さん怒るよ」と笑い、この語は当該解答者のニックネームになった。
伊集院光が三遊亭楽太郎（後の6代目三遊亭円楽)の弟子として落語家の修行していた時代、プロレス業界と交流が深い楽太郎と馬場が話をしていた時、同行していた伊集院の身体と足の大きさを見て、馬場は行きつけの靴屋にオーダーメイドで靴を作らせるよう注文をして、伊集院にプレゼントしたことがある。馬場も身体の大きさから中々自分のサイズにあった靴を見付けられなかった経験があるが故に、伊集院に同情したためであるという。しかしその靴屋はハワイにあり、当時楽太郎の弟子でお金が無かった伊集院には取りに行けず、その靴は楽太郎がハワイ旅行に出かけた折に受け取ってもらった。
馬場は死去する約2か月前「徹子の部屋」へ2週にわたり出演したが、これが一般視聴者へプロレスについての最後のメッセージの場となった。馬場は受けの説明等を行い、このとき初めてテレビで歌も歌った。また弟子のハル薗田の飛行機事故死がきっかけで飛行機が怖いとコメントしていた。また黒柳徹子へはスクワットのやり方を教えた。黒柳はこれがきっかけで今でも毎日スクワットをしており、黒柳は「スクワットは馬場さんの遺言」と語っている。

### SHOW by ショーバイ!!でのキャラクター
馬場のキャラクターや人柄はCMやプロレス中継以外のテレビ番組を通じて、幅広い人気を集めた。
中でも準レギュラー出演していた『クイズ世界はSHOW by ショーバイ!!』では、様々な珍解答で視聴者の笑いを誘った。早押し問題ではボタンを押さないことで知られ「何を作っているのでしょうか?クイズ」で、終了5秒前に解答権を得るが正解の「ボクシンググローブ」がほぼ完成の形で画面に映っているにもかかわらず「赤べこ」と解答。この問題に正解すれば100萬に達する事も相まって、司会者の逸見政孝を始めとする出演者全員を悶絶させたこともある。逸見はこの馬場のあまりに面白い発言で笑い転げてしまい、しばらく起き上がれなかったほどであった。
特番では代表者になるもののボタンを押さず、業を煮やして高田純次が代わりにボタンを押したこともあった。さらに、そのときの正解は「トゥーシューズ」だったために高田がバレリーナを真似て正解を伝えたが、本人は「オッパイにあてるやつ」と答えて周りを悶絶させたこともあった。
早押しボタンを押さないことは週刊少年ジャンプの読者ネタにもされるほどであった。司会の逸見政孝に「馬場さん、押す気ありますか？」「わかったら押すんですよね？わからないから押さないんですよね？」と聞かれ、馬場は「そうですよ!」と返すが、隣の席の川合俊一に「馬場さん、早押しの所にコーヒーを置いておいたら危ないじゃないですか」と、早押しボタンの横にコーヒーの入った紙コップを置いていた事を指摘されてしまい、同じく司会の渡辺正行に「押す意志無いじゃないですか〜」と突っ込まれた。放送143回目のモグラたたき早押しクイズで、自身でボタンを連打した際にはスタジオ内が驚いて大騒ぎとなり、馬場自身も照れてセットの裏に隠れてしまった程だった。なお、そのとき押していたのは、早押しボタンではなくミリオンスロットを止めるボタンであった。そして、93年9月29日放送分でのモグラたたき早押しクイズで、代理司会の島田紳助に促されてボタンを叩きランプを止めて解答権を獲得、解答して正解している。なお、紳助は問題の途中から馬場に答えさせるように仕向け他の解答者に答えるのを遠慮させており、馬場の正解後に紳助が「ごめんね、みんな気使わせてごめんね」と謝罪した。
同番組の特番では、パネラー席の早押しボタンが付くかのテストが行われたが、馬場は思いっ切りデスクを叩いてしまい、パネラー席を破壊してしまったことがある。山城新伍は、「（演出として）スタッフと相談して、馬場さんに内緒でデスクボードに細工をして落ちやすくしていたが、馬場さんはそれを察していて、知らんふりしてボードを叩き落してくれた」と語っている。この時にはスタジオが大騒ぎしている最中に山城が次の問題をカンニングしていた。
番組初期の頃は右から3番目、4番目の解答者席に座っていたこともあったが、後に一番左端の席が定着しており番組内では「馬場さんの席」の通称まで付いた。番組中期以降は蛭子能収と交互に準レギュラーとして左端の席で解答した。
ラストクイズ「いっつみいのウソつき4択」では4分割の枠を書いて選択肢の位置に合わせて○をつけるといった方法で解答をすることが度々あり、そのまま正解することもあるが、不正解だった場合はフリップを回して正解に◯をしたように見せることもあった。不正行為とみなされるため正解とはならない。
しかし、クイズ自体の解答率は悪くなく何度も売り上げNo.1（トップ賞） を取っており、回数も山城新伍（56回）・高田純次（37回）・山瀬まみ（23回）に次いで4位（17回）である。また番組第1回目の売り上げNo.1を取ったのも馬場であった。
1993年12月15日放送時は逸見の代理司会として島田紳助が出演していたが、紳助の提案で1・2問目のみ馬場が代理司会を務め、紳助は馬場の代わりに解答者席に座った。代理司会では問題の答えを知らなかったり、渡辺に貰った答えが書いてあるカードを自分の代理で解答者席に座っている紳助に見せようとするなど、茶目っ気を見せていた。また渡辺に「クイズの司会というのは初めてですか?」と聞かれた際には馬場が「あったり前じゃないか！」と大きな声で答えている。
山城は逸見の追悼スペシャルにて、逸見が胃癌の闘病生活に入ることを告白してから、逸見の早期回復を祈って願を懸けるために、馬場は大好きな葉巻を断ったエピソードも紹介し、馬場の人柄を讃えた。逸見が亡くなってから、自らのトレードマークだった葉巻を口にすることは生涯無かった。
番組内で、野沢直子には「ジャイヤント」野沢の後任レギュラーである山瀬まみからは「馬場ちゃん」と呼ばれていた。
最終回スペシャルも自身の試合が終わってからその足でスタジオへ駆け付け、馬場の名場面特集も組まれた。

### 身体について
ジャイアント馬場を象徴する「16文」というワードであるが、実際の馬場の足のサイズは16文（約38.4cm）ではなく、およそ34cmである。これは、日本に合う靴がほとんどなかったため、アメリカ遠征の際入手した靴にアメリカ規格の「16」（約34cm）とあるのを16文と誤認されたことに由来する。1964年7月にNETテレビが「16文の青春」というドキュメンタリー番組を放送したことから定着した。一部では「16文ではなく16インチ（約40.6cm）」という更に誤った説もあった。履いていた靴下は膝下54センチまで伸びるハイソックスの特注で、台東区の「靴下博物館」で保存されている馬場の靴下を作るため特別に作られた足型は33.8cm（14.08文）だった。
209cmの長身で日本人レスラーはもとより、外人レスラーでも自分を超える身長の対戦相手がまずいない馬場ではあるが、1990年の世界最強タッグ公式戦でアンドレと組んでランド・オブ・ジャイアンツ（スカイウォーカー・ナイトロン&ブレード・ブッチ・マスターズ組）と戦った時だけは、アンドレが身長223cmで、ランド・オブ・ジャイアンツがそれぞれ身長213cmだったため、馬場が最も身長が低いという珍現象が起きている。
馬場は1975年から1978年頃の一時期、髪を伸ばしていたこともある。この時「パーマをかけている」と言われたが、実際は癖毛なのでそう見えるだけだったという。またボボ・ブラジル戦での頭突きの衝撃を和らげるために髪を伸ばしていたことがあった。
逝去後、馬場の身体のサイズに見合う棺が無く葬儀には特注サイズの棺を発注することも検討されたが、時間的な問題から間に合わずに最終的に遺体は布で包んだだけの状態のまま火葬場へ運ばれ、荼毘に付された。

### 家族
実家は八百屋であり、プロ野球引退時には「実家を継げ」と言われていたが拒否した。父・一雄は1968年11月に、母・ミツは1971年7月に死去。兄弟は兄1人と姉2人だが、兄は太平洋戦争の激戦地ガダルカナル島で戦死した。
ジャイアンツ入団初年の明石キャンプで知り合った後援者の娘・元子と知り合い、文通などを繰り返した後、1971年9月にハワイで結婚式を挙げる。2回目に馬場を自宅に迎えたとき、馬場の足に入る特大のスリッパを用意していたという話が残っているが、実際のところは、元子の2人の姉たちが作ったものであった。長らく結婚したことは公表されず、記者会見を行ったのは1982年7月で、翌1983年1月に披露宴が行われた。
子供はいない。馬場は巨人症（成長ホルモン産生下垂体腺腫）であるため、それが遺伝することを恐れて、敢えて子供を儲けなかったともいわれているが、実際のところは巨人症が遺伝することは殆どない。
姪の幸子は全日本プロレスで取締役を務め、もうひとりの姪・トシ子は馬場の死後に全日本を離脱した大半の選手・社員により旗揚げされたプロレスリング・ノアに経理部長として2011年に入社している。

### プロレスマスコミとの関係
死去直後に噂の真相において、馬場が週刊プロレスにSWSのバッシングキャンペーンをするよう依頼していたことが暴露されていたが、2010年6月に元週刊プロレス編集長のターザン山本が、1990年代初頭に馬場から多額の裏金の見返りに週刊プロレスの編集部や誌面、更には読者全体を巻き込む形でのSWSバッシングキャンペーンを行う様に依頼を受けたことを暴露本で追認している。
その後山本は実際に天龍源一郎を始めとするレスラーを引き抜いたSWSを「金権プロレス」とレッテルを貼った上で、文字通り誌面を挙げた一大バッシングを行った。旗揚げ時からネガティブな印象を持たれたSWSは、天龍派と反天龍派の派閥争いなどの内部抗争や、北尾光司の八百長発言試合（いわゆる北尾事件、詳しくは北尾の項を参照）といったスキャンダルも重なり、馬場の狙い通り2年後にSWSは崩壊した。
山本はこのバッシングキャンペーン以外にも、当時の誌面作りの方向性で全日本プロレスを優遇する見返りに、全日本プロレス興行のビッグマッチにおけるブックやアングルを考案する権利を馬場から与えられていたことも暴露本で告白している。

## 詳細情報

### 年度別投手成績
| 年 度     | 球 団     | 登 板 | 先 発 | 完 投 | 完 封 | 無 四 球 | 勝 利 | 敗 戦 | セ 丨 ブ | ホ 丨 ル ド | 勝 率 | 打 者 | 投 球 回 | 被 安 打 | 被 本 塁 打 | 与 四 球 | 敬 遠 | 与 死 球 | 奪 三 振 | 暴 投 | ボ 丨 ク | 失 点 | 自 責 点 | 防 御 率 | W H I P |
| --------- | --------- | ----- | ----- | ----- | ----- | -------- | ----- | ----- | -------- | ----------- | ----- | ----- | -------- | -------- | ----------- | -------- | ----- | -------- | -------- | ----- | -------- | ----- | -------- | -------- | ------- |
| 1957      | 巨人      | 3     | 1     | 0     | 0     | 0        | 0     | 1     | --       | --          | .000  | 26    | 7.0      | 5        | 0           | 0        | 0     | 0        | 3        | 0     | 0        | 1     | 1        | 1.29     | 0.71    |
| 通算：1年 | 通算：1年 | 3     | 1     | 0     | 0     | 0        | 0     | 1     | --       | --          | .000  | 26    | 7.0      | 5        | 0           | 0        | 0     | 0        | 3        | 0     | 0        | 1     | 1        | 1.29     | 0.71    |

### 背番号
- 59（1955年 - 1959年）

## 出演

### 映画
- 喜劇 駅前茶釜（1963年、東宝） - 大原庄平
- プロレスWリーグ 血ぬられた王者（1968年、東映） - ドキュメンタリー映画
- やくざ刑事 マリファナ密売組織（1970年、東映） - G・馬場
- 喜劇 右むけェ左!（1970年、東宝） - ピッチャー
- 会社物語 MEMORIES OF YOU（1988年、松竹） - タレント

### テレビ
アニメ『タイガーマスク』では出演はしていないが実在の人物としてのアニメキャラが登場している、声は兼本新吾。

#### テレビドラマ
- 気まぐれ本格派 第8話「男と男の約束は」（1977年12月14日、日本テレビ）
- 意地悪ばあさん 第43話（1982年8月16日、フジテレビ）
- 関西テレビ開局30周年記念番組「シェイクハンド」（1988年11月21日、関西テレビ）

#### バラエティ、その他
- クイズ世界はSHOW by ショーバイ!!（日本テレビ）※準レギュラー
- アッコにおまかせ!（1988年、TBS）※かつてあったゲストトークに出演
- ニュースステーション「最後の晩餐」（1997年9月、テレビ朝日）
- DAISUKI!（1998年7月30日、日本テレビ）※ドリームジャンボ宝くじ当選照合企画
- 徹子の部屋（1998年11月23日、11月30日、テレビ朝日）

### ラジオ
- 若林健治のスポーツコンタクト（ラジオ日本）ゲスト出演
- 高田文夫のラジオビバリー昼ズ（ニッポン放送）ゲスト出演

### CM
- 天狗十王精ドリンク（萬金薬品工業、1970年代） - 日本プロレス時代にアントニオ猪木と共に出演[78]
- マイバンド（ヤマハ、1982年）※「僕にも弾けた!」のフレーズが話題となる。
- グリコジャイアントコーン（江崎グリコ、1980年代 - 1990年代）
- ジャイアントカプリコ、ジャイアントアイス（江崎グリコ）
- ビアシャトル（キリン）
- かゆみ止め（メンソレータム）
- 週刊就職情報（リクルート、1984年）
- 東京ガスガスファンヒーター（1982年、浜美枝と共演）
- 日清サラダクリーム（日清製油、1984年）
- 三田工業 ※A0サイズ対応のコピー機のCM。「馬場も丸どり」のフレーズが話題となる。（1990年）
- アップルワールド 企業広告
- メンソレータムAD軟膏（ロート製薬、1992年 - 1993年）
- 日清からあげ粉（日清製粉、1993年）
- ツーフィンガー携帯電話（日本電装、1994年）
- タワーレコード渋谷店オープン広告（タワーレコード、1995年）[79]
- ららぽーとスキードームSSAWS（三井不動産、1996年）
- 日清ごんぶと（日清食品、1996年）
- JA貯金年金自動受取り（農林中央金庫、1997年 - 1999年）
- シマノ （1997年頃、江口洋介と共演）
- WONDAモーニングショット（アサヒ飲料、2007年）※CG出演。桑田佳祐と「対戦」。
- 芳香剤ファミレド （フマキラー・1988年）
- タイネット （ソフト99コーポレーション）
- コンバイン「太郎」（井関農機）

## 書籍

### 著書・関連著書
- 『プロレス入門』 小学館、小学館入門百科シリーズ、1971年
- 『プロレス大全科』 秋田書店、1980年
- 『たまにはオレもエンターテイナー』 かんき出版、1983年
- 『ジャイアント馬場の16文が行く』 ダイナミックセラーズ、1983年
- 『個性豊かなリングガイたち』ベースボール・マガジン社、1987年3月10日。ISBN 4-583-02566-1。
- 『王道十六文』 ジャイアントサービス、1987年
- 『16文の熱闘人生』 東京新聞出版局、1994年、ISBN 4-8083-0485-6
- 『馬場伝説』 筑摩書房、1996年
- 『オレの人生・プロレス・旅』 ジャイアントサービス、1998年
- 『16文が行く』 ダイナミックセラーズ出版、1999年、ISBN 4-88493-279-X
- 『王道十六文 完全版』 ジャイアントサービス、2000年
- 『ねぇねぇ馬場さん』馬場元子 講談社、2000年
- 『ジャイアント馬場 - 王道十六文』 日本図書センター、2002年、ISBN 4-8205-9566-0

### 漫画
- 『ジャイアント台風』原作:高森朝雄・作画:辻なおき　少年画報社、1968年

## 馬場に関する文献
- 香山リカ「ジャイアント馬場と日本人」『世界』第661号、岩波書店、1999年5月
- 小林信也『人間ジャイアント馬場 - リーダーの条件』インターワーク出版、2005年、ISBN 4-9011-6167-9
- 『NHK知るを楽しむ 私のこだわり人物伝 ジャイアント馬場巨人伝説』日本放送出版協会、2006年8月
- 広尾晃『巨人軍の巨人 馬場正平』イースト・プレス、2015年